# Liste von Todesopfern des nationalsozialistischen Terrors während der Machteroberungsphase 1933/1934
Der folgende Artikel bietet einen Überblick über die von den Nationalsozialisten während der Anfangsphase ihrer Herrschaft ermordeten Personen. Als zeitliche Eingrenzungsmarken dienen der 30. Januar 1933 als Tag der Ernennung Hitlers zum Reichskanzler und der 30. Juni 1934 als Tag des sogenannten Röhm-Putsches, die in der Forschung gemeinhin als Anfangs- und Schlusspunkte der „Machtergreifung“ und -konsolidierung durch das NS-Regime gelten.

## Grundsätzliches
Die Gesamtzahl der in dieser Anfangsphase ermordeten Personen ist umstritten. Der Publizist Konrad Heiden kam aufgrund seiner Auswertung zeitgenössischer Zeitungsmeldungen bereits in den 1930er Jahren zu der Schätzung, dass zwischen dem 31. Januar und 23. August 1933 220 Personen (196 NS-Gegner und 24 Nationalsozialisten) getötet worden seien. Der Historiker Karl Dietrich Bracher veranschlagte in seiner klassischen Studie Die nationalsozialistische Machtergreifung von 1960 die Zahl der bis Oktober 1933 getöteten Personen auf „500 bis 600 Tote im ganzen Reichsgebiet“. Auch Joachim Fest bezifferte die Zahl der in den ersten neun Monaten der Existenz des NS-Regimes ermordeten Personen – „unter Berücksichtigung aller Umstände“ – 1963 auf „500–600“.
Die Zahl von „mindestens 500 bis 600 Ermordete[n]“ für die ersten Monate der NS-Herrschaft nennt auch der Hitler-Biograph Ian Kershaw in seiner 1998 erschienenen Hitler-Biographie. Auf die gesamten siebzehn Monate vom 30. Januar 1933 bis 30. Juni 1934 bezogen dürfte die Zahl der Ermordeten bei 800 bis 1200 liegen. Im sogenannten Braunbuch II wird auf eine Geheimmeldung des Polizeipräsidiums an das preußische Innenministerium verwiesen, nach der allein in Berlin in der Zeit zwischen Reichstagsbrand und dem 25. März 1933 247 Personen bei „politischen Zusammenstößen“ zu Tode kamen.
Peter Longerich vertrat 1989 die Auffassung, dass „die Zahl von 500-600 Ermordeten [...] vermutlich zu niedrig angesetzt“ sei und dass eine „systematische Zusammenstellung aller Opfer der ‹Machtergreifung› [...] bedauerlicherweise bisher“ noch ausstehe.
In die vorliegende Liste wurden nur Personen aufgenommen, die nachweislich von Angehörigen nationalsozialistischer Formationen wie der SA oder SS oder von staatlichen Repressionsorganen wie der Geheimen Staatspolizei ermordet wurden. Vermutungen und die Unterstellung von nationalsozialistischen Motiven reicht nicht aus.
Der Begriff „ermordet“ wird hier im umgangssprachlichen Sinne und nicht im formaljuristischen Sinne verwendet, so dass er alle durch absichtliche äußere Gewalteinwirkung intentional, billigend in Kauf nehmend oder mutwillig zu Tode gebrachten Personen umfasst, also auch solche, deren Tötung gerichtlich eventuell als Totschlag oder ähnliches eingestuft werden würde.
Die vorliegende Liste erfasst bisher 353 Personen namentlich oder zumindest mit einschlägigen personenbezogenen Merkmalen.

## Klassifizierung der Ermordeten
Der Artikel unterteilt die Ermordeten in die folgenden Gruppen:
- I. Opfer von wilden Terrormaßnahmen: Personen, die von der Sturmabteilung (SA) oder anderen nationalsozialistischen Gliederungen vergleichsweise willkürlich aufgrund ihrer Zugehörigkeit zu allgemein unliebsamen Gruppen (Kommunisten, Sozialdemokraten, Juden etc.) zu Tode gebracht wurden, so z. B. Personen, die auf offener Straße oder in ihren Wohnungen erschlagen (erstochen, erschossen etc.) wurden, Personen die in SA-Kellern, SA-Sturmlokalen, SA-Quartieren usw. infolge von ihnen mutwillig zugefügten Misshandlungen umkamen oder die absichtlich dort getötet wurden, Personen, die nach ihrer Gefangennahme außerhalb von Gefängnissen oder Konzentrationslagern getötet wurden (insbesondere auch „auf der Flucht“ erschossen wurden).
- II. Opfer von Fememorden: Personen, die sich aus bestimmten Gründen bei bestimmten mächtigen NS-Persönlichkeiten – oder vereinzelt auch bei nachrangigen Personen niederen Ranges – besonders unbeliebt gemacht hatten und deswegen in gezielten „Nacht-und-Nebel-Aktionen“ umgebracht wurden.
- III. Personen, die in Konzentrationslagern oder Gefängnissen gewaltsam zu Tode kamen: Personen, die als Insassen von Konzentrationslagern oder Gefängnissen von den dortigen Wachmannschaften durch direkte Gewalteinwirkung im Rahmen von wilden Übergriffen, die von Wachmannschaften (oder von die Einrichtung eigens zu diesem Zweck aufsuchenden externen Personen) aus eigener Initiative unternommen wurden, umgebracht wurden; oder Personen die – im Gegensatz zu regulären Hinrichtungen infolge von Gerichtsurteilen – auf Befehl „von oben“ im Rahmen inoffizieller Tötungsaktionen absichtlich „unter der Hand“ in getarnter Weise umgebracht wurden (also z. B. von Wachmannschaften erschlagen, erschossen, aufgehängt etc. wurden); Personen, die infolge von systematischer oder mutwilliger Misshandlung durch ihre Bewacher umkamen oder die durch physische Zugrunderichtung (Entkräftung, Zusammenbruch unter den Bedingungen schwerer Arbeit) „eingingen“.
- IV. Opfer von Justizmorden: Personen, die auf offiziellem Wege von Gerichten zum Tode verurteilt und hingerichtet wurden, ohne dass ihre Handlungen nach den bis 1933 in Deutschland geltenden Normen bezüglich der Anwendung der Todesstrafe eine Hinrichtung gerechtfertigt hätte. Im Allgemeinen sind hiervon solche Personen betroffen, die aufgrund von politischen Delikten (Opposition, Zersetzung etc.) anstatt – wie es bis 1933 im Deutschen Reich üblich gewesen war – aufgrund von kriminalistischen Straftatbeständen (Mord, Vergewaltigung etc.) exekutiert wurden oder die aufgrund von juristisch fragwürdigen Gesetzen und Praktiken zum Tode verurteilt und hingerichtet wurden. Ein Beispiel für letzteres ist etwa der Reichstagsbrandstifter Marinus van der Lubbe, der am 10. Januar 1934 aufgrund der Inbrandsetzung des Reichstagsgebäudes am 27. Februar 1933 enthauptet wurde, obwohl Brandstiftung im Februar 1933 noch nicht gesetzlich durch die Todesstrafe bewehrt war, was üblicherweise als eine Verletzung des rechtsstaatlichen Grundprinzips Nulla poena sine lege gilt.

## Liste der Ermordeten im Überblick

### Opfer von Terrormaßnahmen
- Karl Ackert (geboren 1897; gestorben am 19. November 1933 in Berlin), Arbeiter, Angeklagter im Felseneck-Prozess von 1932 (angeklagt, den NS-Kunstmaler Ernst Schwartz getötet zu haben, eingestellt am 31. Dezember 1932), von der SA verhaftet und mehrere Wochen im SA-Gefängnis Papestraße misshandelt; Anfang November 1933 erneut in Schutzhaft genommen, an den erlittenen Misshandlungen im Staatskrankenhaus gestorben[6]
- Karl Altenburg (gest. Sommer 1933 im Forst Döllensradung bei Vietz), kommunistischer Funktionär, auf Veranlassung des Führers der SS-Standarte Landsberg an der Warthe, Erich von dem Bach-Zelewski, von SS-Leuten angeblich für eine Gegenüberstellung aus dem Gefängnis in Arnswalde geholt, nach Vietz gebracht und im nahegelegenen Forst Döllensradung erschossen[7]
- Richard Aßmann (geb. 16. Dezember 1875; gest. 20. Juni 1933), Sozialdemokrat, Kreisleiter des Reichsbanners, Betriebsratsvorsitzender der AOK-Berlin, während der Köpenicker Blutwoche von der SA erschlagen[8]
- August Bahrenberg (* 20. April 1878 in Stiepel; † 3. Mai 1933 in Bochum) war Bergmann und Politiker (SPD), Gemeindevorsteher. Bei seiner zweiten Verhaftung wurde er in das wilde KZ Zeche Gibraltar verschleppt. Der herzkranke Bahrenberg starb kurze Zeit später an den Folgen der Misshandlungen.
- Heinz Bässler (gest. 4. April 1933 in Düsseldorf), Arbeiter, Kommunist, 1931 aus der SA ausgetreten und zu den Kommunisten gewechselt, am 4. April 1933 in Düsseldorf von SA-Angehörigen auf offener Straße niedergeschossen. In der Öffentlichkeit versuchte man die Tat als „Erschießung auf der Flucht“ zu kaschieren und behauptete, er habe nach seiner Festnahme auf dem Weg zur Wache einen Fluchtversuch unternommen und sei, als er auf Zuruf nicht stehen blieb, niedergeschossen worden und auf dem Weg ins Krankenhaus verstorben.[9] Walter Schönstedt widmete Bässler sein 1934 in Paris erschienenes Buch Auf der Flucht erschossen.[10]
- Hans Balschukat (geb. 28. August 1913 in Berlin; gest. 8. März 1933 in Berlin), Arbeiter aus Berlin-Schöneberg, Mitglied der Roten Hilfe, am 8. März 1933 von drei SA-Leuten verhaftet, Tage später im Machnower Forst tot aufgefunden[11]
- Albert Barnikau (gest. 12. Februar 1933 in Dortmund), Bergmann, Kommunist, KPD-Vorsitzender in Dortmund [?], bei einem Überfall von SA-Leuten in Dortmund-Asseln auf eine Gruppe Kommunisten auf offener Straße von dem SA-Angehörigen Sengotta durch einen Messerstich mit einem Taschenmesser in den Rücken getötet[12]
- Hermann Basse (geb. 24. August 1882 in Braunschweig; gest. 1. Juli 1933 ebenda), Arbeiterfunktionär, von der SA verhaftet, verhört und misshandelt. Aus dem Fenster des 2. Stocks gestürzt und an seinen Verletzungen gestorben
- Ernst Bassy (gest. 5. März in Bankau, Oberschlesien), Sozialdemokrat, Parteifunktionär, von SA-Leuten erschossen (nw)[13]
- Kurt Beate (geb. 1906; gest. 25. Februar 1933 in Erfurt), Arbeiter, KPD, am Abend des 19. Februar 1933 von SA-Angehörigen an der Ecke Blücherstraße/Bülowstraße (heute Breitscheidstraße/Josef-Ries-Straße) überfallen und niedergeschossen, erlag seinen Verletzungen sechs Tage später[14]
- Max Behnke (geb. 5. Juni 1890 in Berlin; gest. 17. November 1933 in Fürstenwalde), Arbeiter, Kommunist, Mitglied des Rotfrontkämpferbundes, hatte am 29. Mai 1930 den Stahlhelm-Anhänger Rüdiger von Massow getötet, kurz nach seiner Entlassung aus dem Konzentrationslager Sonnenburg in Fürstenwalde erneut verhaftet, von SS-Leuten schwer misshandelt (Peitschenhiebe und Fußtritte), dann erschossen oder an den Folgen der Misshandlungen gestorben.[15]
- Oskar Behrendt (geb. 27. August 1902 in Schönbeck; gest. 17. August 1933 Gerichtsgefängnis Gelsenkirchen), Mitglied der KPD, Chefredakteur des Ruhr Echo und Bezirkssekretär Ruhr der Roten Hilfe, verhaftet und im Gelsenkirchener Gerichtsgefängnis brutal zu Tode geschlagen, offiziell an Herzschlag, tatsächlich aber wohl an Wirbelsäulenzertrümmerung verstorben[16]
- Erwin Berner (* 1911/1912; gest. 4. Februar 1933 in Berlin-Neukölln), KJVD, von einem SA-Angehörigen bei einem Handgemenge von Kommunisten und Nationalsozialisten an der Ecke der Weser- und Fuldastraße in Berlin niedergeschossen, wahrscheinlich als er sich einem Überfall auf ein Lokal des Reichsbanners entgegenstellte, starb kurz nach Einlieferung ins Krankenhaus[17]
- Max Bilecki (gest. 27. März 1933 in Berlin), führender Mann des Rotfrontkämpferbundes in Berlin-Schöneberg, in das SA-Gefängnis Papestraße verschleppt, misshandelt und an seinen Verletzungen gestorben[18]
- Julius Birk (geb. 12. Juli 1885 in Wiesbaden; gest. 2. Mai 1933 in Duisburg), Heizer und Maschinist, Gewerkschaftssekretär (Leiter des Bezirks Westdeutsche Wasserstraßen im Gesamtverband), von SA-Leuten ins SA-Gefängnisses im Keller des Freigewerkschaftshauses verschleppt und dort erschlagen; anschließend im Wald zwischen Duisburg und Dinslaken verscharrt[19]
- Hermine Bix, geb. Mielow (geb. 2. Oktober 1863; gest. 10. März 1933), Aufwarterin, wurde am 10. März 1933 in ihrer Wohnung von Angehörigen des SA-Sturms Langhansstraße überfallen, die nach ihrem Schwiegersohn, einem Kommunisten, suchten; als die SA-Leute versuchten, die Tür aufzubrechen, schrie sie nach Hilfe, woraufhin die SA durch die Wohnungstür schoss, erlitt einen Bauchschuss, an dem sie starb, am 14. März auf dem Gemeindefriedhof in der Roelckestraße in Weißensee beerdigt.[20]
- Heinz Blässler (gest. Anfang April 1933 in Düsseldorf), ermordet.[21]
- Walter Böge (geb. 6. April 1892; gest. 20. März 1933 in Löbau), Sozialdemokrat, bei der Besetzung der Volkszeitung verhaftet, beim Versuch, aus dem Braunen Haus zu fliehen, von SA-Angehörigen erschossen[22][23]
- Heinrich Born (geb. 1. Februar 1900; 1. März 1933 in Elberfeld), Kommunist, von SA-Angehörigen in Elberfeld in einen Steinbruch entführt und erschossen[24]
- Franz Braun (gest. Juli 1933 in Stettin), Kommunist, 1931/1932 Mitarbeiter der Roten Fahne und seit 1932 Redakteur der Volkswacht, Mitglied der illegalen KPD-Bezirksleitung in Stettin, am 13. Juli 1933 mit knapp 40 anderen KP-Funktionären verhaftet, im Gefängnis schwer misshandelt und bald danach in seiner Zelle tot aufgefunden[25]
- Heinrich Bretschneider (geb. 30. Oktober 1910 in Reichenbrand; gest. 16. April 1933 in Rabenstein), Kommunist, Leiter des Kampfbundes gegen den Faschismus in Siegmar[26]
- Fritz Büchner (gest. 5. Dezember 1933 in Erfurt), Arbeiter, KPD, von der SA in Erfurt ermordet, genaue Tatumstände unbekannt[27]
- Walter Chall (geb. 28. Oktober 1913 in Charlottenburg; gest. 22./23. September 1933 in der Tegeler Heide, Berlin), Arbeiter, von der SA in das „Maikowski-Haus“ in Charlottenburg verschleppt, dort verhört und misshandelt, in der Nacht vom 22. zum 23. September 1933 in der Tegeler Heide erschossen; ein Ermittlungsverfahren wurde auf Anordnung Hermann Görings im Juni 1934 niedergeschlagen[28]
- Franz Cieslik (gest 12. Februar 1933 in Hecklingen), Maler, von SA-Angehörigen niedergeschossen. Später wurden fälschlich Kommunisten dieser Tat beschuldigt und zwei Männer (Wilhelm Bieser und Hans Karl) für die Tat hingerichtet[29]
- Max Cramer (gest. 26. Juli 1933) Steinbrucharbeiter aus Gruiten, KPD-Funktionär, von der SA in seinem Haus verhaftet, in das SA-Heim Aue in Wuppertal-Elberfeld verschleppt und in der Nacht zum 26. Juli 1933 von Angehörigen der SA-Standarte 258 (SA-Sturmbannführer Fritz Quack, Kreisleiter Ernst Schwarz, SA-Sturmbannführer Paul Hufeisen, SA-Sturmführer Max Buchbinder) auf der Straße von Wuppertal-Elberfeld nach Aprath durch fünf Schüsse getötet (verblutet)[30]
- Wolfram Custin/Custien (geb. 1. Januar 1913; gest. 26. Juni 1933 in Elberfeld), Sozialdemokrat in der Elberfelder Simonstraße erschossen[31]
- Friedrich Dähler (gest. 20. März 1933), Mitglied des Kommunistischen Jugendverbandes, in Elberfeld getötet.[32]
- Hans Dornemann (geb. 5. März 1898 in Aachen; gest. März 1933 in Düsseldorf), Sekretär der Gemeinschaft proletarischer Freidenker, im März 1933 von SA-Leuten in Düsseldorf erschossen.[33]
- Walter Drescher (geb. 1903; gest. 21. März 1933 in Berlin), Mitglied der kommunistischen Häuserschutzstaffel, verhaftet, ins Maikowski-Haus in Charlottenburg verschleppt, dort schwer misshandelt, am 18. März 1933 ins Urban-Krankenhaus eingeliefert und dort am 21. März an seinen Verletzungen gestorben.[34]
- Max Ebel (geb. 1878; gest. 11. April 1933 in Berlin), Buchdrucker, Gewerkschaftssekretär, Geschäftsführer der Ambulatorien des Verbandes der Krankenkasse Berlin, von der SA am 10. April 1933 in Schutzhaft genommen, in das SA-Gefängnis Papestraße verschleppt, dort unter ungeklärten Umständen verstorben (offiziell als Selbstmord durch Erhängen am Fensterkreuz seiner Zelle deklariert)[35]
- Theodor Ebers (gest. Dezember 1933 zwischen Düsseldorf und Essen) Kommunist, auf dem Transport von Düsseldorf nach Essen auf der Flucht erschossen.[36]
- Benno Ehlers (geb. 16. April 1912; gest. 6. Juli 1933 in Braunschweig) Handlungsgehilfe, Warenhausangestellter, Mitglied der Jugendgruppe des Reichsbundes Jüdischer Frontkämpfer in Braunschweig, während einer Zusammenkunft am 5. Juli 1933 zusammen mit 10 anderen RjF-Mitgliedern verhaftet und in den SS-Keller im Braunschweiger Volksfreundehaus verschleppt. Von SS-Leuten misshandelt und an den Folgen der Verletzungen gestorben. Offiziell als Tod durch Herzschlag deklariert. Auf dem jüdischen Friedhof begraben.[37]
- Alfred Elster (geb. 26. September 1886; gest. 19. April 1933), Elster wurde irrtümlich für einen Juden gehalten[38]
- Anton Erhardt (gest. 18. Februar 1933 in Chemnitz), kommunistischer Funktionär, auf offener Straße von SA-Männern erstochen
- Georg Eppenstein (geb. 1867, gest. 3. August 1933), parteiloser Chemiker und Geschäftsführer der Firma Ruilos GmbH, Jude, während der Köpenicker Blutwoche von der SA in einem Sturmlokal misshandelt, starb an seinen Verletzungen[39]
- Franz Erk (geb. 30. September 1910 in Nürnberg; gest. 23. April 1933 in Moabit), Techniker, SA-Anwärter im SA-Sturm 56 (Schöneberg). Erk wurde am 25. März 1933 zusammen mit dem ihm befreundeten Ingenieur und SA-Mann Jürgen Rutenberg wegen ungesetzlicher Handlungen (Fälschung von Hilfspolizeiausweisen, eigenmächtiges Durchführen von Hausdurchsuchungen u. ä.) verhaftet und in das SA-Surmbannlokal in der Albrechtstraße 16 überführt. Am 27. März 1933 wurde er in das SA-Gefängnis in der General-Pape-Straße gebracht und dort zwei Tage lang schwer misshandelt. Er verstarb am 22. April 1933 an den Folgen einer Sepsis durch die großen Wunden, die ihm im SA-Gefängnis zugefügt worden waren. Auf Anzeige seines Vaters eingeleitete Ermittlungen wegen Totschlags wurden von der Gestapo verschleppt, am 12. Oktober 1933 stellte das Preußische Justizministerium das Verfahren offiziell unter Verweis auf den summarischen Gnadenerlass des Ministerpräsidenten Göring vom 22. Juli 1933, der im Rahmen der „nationalen Revolution“ begangene Straftaten außer Verfolgung setzte, ein.[40]

von der SA ermordet (nw)
- Paul von Essen (* 1. März 1886 in Allenstein; gest. Juni 1933), Sozialdemokrat und Reichsbannerführer, während der Köpenicker Blutwoche erschlagen[42]
- Leonard Esser (gest. Juni 1933), von der SA verschleppt und nie wieder aufgetaucht[43]
- Wilhelm Esser, Arbeiter aus Gladbach, Kommunist[41]
- Ludwig Erwin Faber (geb. 1913 in Saarbrücken; gest. 29. November 1933 in Blieskastel), Sohn eines Kaufmanns. Faber wurde, als er verhaftet werden sollte, angeblich weil er versuchte zu fliehen, niedergeschossen, wobei er tödliche Verletzungen erlitt.[44]
- Otto Fabian (geb. 1909; gest. 5. März 1933 in Kellinghusen), Rotsportler, traf am 5. März 1933 in der Feldstraße in Kellinghusen auf SA-Leute vom SA-Sturm 13/212, von dem SA-Mann Lempfert (hinterrücks [?]) niedergeschossen. Lempfert wurde am 6. April 1949 vom Landgericht Itzehoe wegen Körperverletzung mit Todesfolge in Tateinheit mit einem Verbrechen gegen die Menschlichkeit zu zwei Jahren Gefängnis verurteilt.[45]
- Arno Fischer (gest. März 1933 in Limbach), kommunistischer Funktionär. Auf der Staatsstraße Limbach-Hartmannsdorf erschossen, angeblich als er versuchte einem Gefangenentransport zu entfliehen.[46]
- Paul Fischer (gest. 5. Februar 1933 in Chemnitz), Reichsbannermann in Chemnitz (Mitglied der Kameradschaft Haubach), in einem Handgemenge mit Nationalsozialisten erstochen[47]
- Heinrich Fischer, Bürger aus Bochum-Gerthe und Gemeindeverordneter der KPD in Gerthe. Die SA hatte von Anfang Februar bis Ende Juli 1933 in der ehemaligen Schule an der Hegelstraße eine Folterstätte, als „Blutkeller“ bekannt. Fischer kam wie drei weiter Opfer unmittelbar oder mittelbar nach der Folter im „Blutkeller“ ums Leben.[48] Nach ihm wurde später eine Straße benannt.
- Julius Frank (geb. 1910; gest. 7. März 1933) Reichsbannermitglied, Jude, verhaftet und in ein SA-Lokal verschleppt, dort misshandelt und von SA-Angehörigen in seiner Zelle oder im Stall totgeschlagen und aufgehängt; als Suizid durch Erhängen am Fensterkreuz getarnt (Dolgesheimer Mord).
- Paul Franke (geb. 18. November 1914; gest. 19. Februar in Erfenschlag bei Chemnitz), Mitglied des Reichsbanners, von SA-Leuten auf offener Straße getötet[49]
- Otto Fürst (gest. 1937), wegen antifaschistischer Tätigkeit im März 1933 im SA-Sturmlokal Demuth[50] gefoltert, starb nach langjährigem Krankenhausaufenthalt an den Folgen[51]
- Albert Funk (geb. 15. Oktober 1894 in Zwickau; gest. 27. April 1933 in Recklinghausen), KPD-Politiker und Reichstagsabgeordneter, wurde aus dem 3. Stock des Polizeipräsidiums gestürzt
- Johann Gerdes (geb. 16. April 1896 in Groß Bornhorst; gest. 5. März 1933 in Oldenburg), Kommunist, Landtagsabgeordneter in Oldenburg, von SA-Leuten aus seiner Wohnung gelockt und erschossen
- Hilarius Gilges (gest. 20./21. Juni 1933 in Düsseldorf), Schwarzer Laienschauspieler, Kommunist, von SA und SS aus seiner Wohnung verschleppt, am Rheinufer misshandelt und getötet (Schuss- und Stichwunden, ausgekugelte Arme).
- Hans Goersmeier (geb. 11. April 1905; gest. 26. Juni 1933), Jungarbeiter in Elberfeld, von der SA verhaftet und erschossen[52]
- Wilhelm Görmann: (+ Ende März 1933 in Woldenberg, Neumark) Arbeiter, Kommunist, von SA-Leuten, angeblich als er versuchte, sich der Verhaftung zu entziehen, „auf der Flucht“ erschossen.[53]
- Heinz Goldberg (gest. Ende 1933), Rote Sporteinheit[54]
- Richard Goletz, Bürger aus Bochum-Gerthe. Die SA hatte von Anfang Februar bis Ende Juli 1933 in der ehemaligen Schule an der Hegelstraße eine Folterstätte, als „Blutkeller“ bekannt. Goletz kam wie drei weiter Opfer unmittelbar oder mittelbar nach der Folter im „Blutkeller“ ums Leben.[48]
- Max Goldschmidt (geb. 1900/1901; gest. 22. April 1933 in Königsberg), Schneider aus Königsberg, Mitglied des Kommunistischen Jugendverbandes, in Königsberg von SA-Leuten totgeschlagen[55][54]
- Peter Greif (geb. 1. Oktober 1902 in Konz; gest. 5. Januar 1933 in Ehrang, heute Trier) Vorsitzender der KPD-Ortsgruppe Ehrang, wurde von SA erschossen.
- Chaim Gross (gest. August 1933), jüdischer Eierhändler, von der SA verschleppt und seither verschollen (nw)[56]
- August Grotehenne (gest. 28. März 1933 in Langelsheim) Gewerkschaftsfunktionär, von SA-Leuten in die Gastwirtschaft Bokemüller in Langelsheim verschleppt, dort bewusstlos geschlagen und immer wieder ins Bewusstsein zurückgeholt, um ihn weiterzumisshandeln. Dabei wurde er u. a. auf den Kopf gestellt und bekam mit einem drahtumwickelten Knüppel die Geschlechtsteile zerschlagen.[57]
- Mendel Haber (gest. Ende April 1933), jüdischer Kaufmann aus Dortmund, Ende April 1933 von der SA festgenommen und in eine SA-Kaserne eingeliefert, Anfang Mai 1933 tot im Dortmund-Ems-Kanal auf Castrop-Rauxeler Stadtgebiet gefunden und auf dem jüdischen Friedhof in Castrop beigesetzt.[58]
- Karl Hackstein (gest. 30. April 1933 in Grevenbroich), Funktionär der KPD-Ortsgruppe Grevenbroich. Nachdem der Mann sich seit Anfang Februar 1933 verborgen gehalten hatte, wurde er am 30. April 1933 von der Polizei und der SA-Hilfspolizei aufgespürt und – angeblich bei dem Versuch zu fliehen – zwischen den Gärten nahe der Bahnanlage der Stadt erschossen.[59]
- Hugo Handschuch (gest. 2. September 1933 in München), Kunstgewerbler, am 23. August 1933 in Schutzhaft genommen, im Braunen Haus misshandelt und entweder auf dem Weg zur Polizeidirektion an seinen Verletzungen verstorben oder im KZ Dachau verstorben. Offiziell wurde Herzversagen als Todesursache angegeben. Eine auf Druck der Familie durchgeführte Leichenschau zeigte Gehirnlähmung und Schädelverletzungen als Todesursache.[60]
- Alwin Hanspach (gest. 11. März 1933 in Zittau), Arbeiter, Kommunist aus Friedersdorf bei Zittau, verhaftet, von der SS im Sächsischen Hof misshandelt und an den Folgen verstorben, nach anderen Angaben von dem SS-Mann Erich Hanisch erschossen (nw)[61][62][63]
- Walter Harnecker (gest. November 1933 in Berlin), Unterbezirksleiter der Charlottenburger KPD, von der SA verhaftet, ins „Maikowski-Haus“ in Charlottenburg verschleppt, dort getötet[64]
- Kurt Heinemann (geb. 1906/1907; gest. 4. Juli 1933), Kommunist[65]
- Walter Heinze (geb. 1900; gest. 23. Februar 1933 in Leipzig), Mitglied der SPD und des Reichsbanners Schwarz-Rot-Gold, ermordet bei einer Auseinandersetzung mit der SA[66]
- Hugo Helbing (geb. 1913; gest. Juni 1933), Bäcker und Sozialdemokrat, während der Köpenicker Blutwoche erschlagen[67]
- Otto Helm (* 1911/1912; gest 14./15. Februar 1933), Zimmermann, Kommunist, am 12. Februar 1933 in Eisleben bei einem Überfall der SA auf eine KPD-Versammlung (Eisleber Blutsonntag) verletzt, starb in der Nacht vom 14./15. Februar im Städtischen Krankenhaus an seinen Verletzungen[68]
- Julius Henning (geb. 12. Januar 1898 in Elberfeld; gest. 5. Juli 1933 in Wuppertal), Arbeiter, in Elberfeld von der SA erschossen[69]
- Franz Huth (geb. 1906; gest. 22. März 1933 in Berlin), Arbeiter, Funktionär der Roten Jungfront (RFB-Jugendorganisation) in Berlin-Prenzlauer Berg, von SA-Angehörigen in die Hedemannstraße 10 verschleppt und dort auf Anweisung des SA-Sturmbannführers Julius Bergmann sofort zu Tode geprügelt[70]
- Illing (gest. 2. Februar 1933 in Annaberg), Reichsbannermitglied, von Nationalsozialisten in der Nähe des Annaberger Volkshauses niedergeschossen, durch einen Bauchschuss schwer verletzt, kurz darauf im Annaberger Bezirkskrankenhaus gestorben[71]
- Erich Janitzky (geb. 21. Juli 1900; gest. Juni 1933), Maschinenbauer, Leiter eines Zeitungsvertriebes und Kommunist, während der Köpenicker Blutwoche von der SA verhaftet und vor dem Haus Alte Dahlwitzer Straße 2 (1947 in Janitzkystraße umbenannt) erschossen
- Paul Jaros (gest. 3./4. April 1933 in Limbach bei Chemnitz), Schmied, Kommunist, hatte 1931 den SA-Mann Herbert Grobe erschossen, in der Nacht vom 3. zum 4. April 1933 angeblich beim Versuch, aus dem Limbacher Amtsgerichtsgefängnis zu fliehen, „auf der Flucht erschossen“ (nw)[72]
- Michael Jeck (geb. 4. August 1882; gest. Mai 1933 in Weinheim), Lederarbeiter, Geschäftsführer des Deutschen Lederarbeiterverbandes, erhängte sich während einer Besetzung des Gewerkschaftshauses der NS-Betriebszellenorganisation unter Kurt Niceus und der SS. Die NS-Führung und mit ihr das Weinheimer Tageblatt versuchte unter anderem in einem Bericht vom 8. Mai 1933 den Selbstmord als die Folge der Aufdeckung von Betrügereien des Opfers darzustellen.[73]
- Günther Joachim (geb. 8. März 1900 in Berlin; gest. 22. März 1933 in Berlin), Rechtsanwalt, Jude, hatte vor 1933 Gegner der SA in Prozessen verteidigt und sich so deren Hass zugezogen, von der SA verhaftet, im Universum-Landesausstellungspark misshandelt und im Staatskrankenhaus der Polizei in der Scharnhorststraße verstorben[74]
- Richard John (gest. Juni 1933), Sozialdemokrat, Vorsitzender der Turnsparte des Arbeiterturnvereins Fichte, während der Köpenicker Blutwoche von SA-Leuten erschlagen[75]
- Hans Kaasch (geb. 26. April 1894; gest. März 1933 in Berlin), Fürsorger, von 1921 bis 1927 Vorsitzender der Bezirksversammlung Wedding, verhaftet, von der SA misshandelt, im Krankenhaus gestorben.[76]
- Stefan Kaptur (gest. 15. Januar 1934 in Dortmund), Kommunist, Wegen der Tötung des SS-Mannes Adolf Hoer am 6. Dezember 1933 zum Tode verurteilt. Tötete sich durch Erhängen in seiner Zelle.[77]
- Walter Kasch (geb. 9. Juli 1912; gest. 9. April 1933 in Hamburg), Mitglied der KPD und der Roten Jungfront, von der Marine-SA in einer Hamburger Laubenkolonie erschossen.[78]
- Max Kassel (gest. 22. April 1933 in Wiesbaden), jüdischer Kaufmann (Milchhändler), von SA-Angehörigen in seiner Wohnung erschossen[79]
- Hermann Kasten (geb. 22. August 1885 in Unseburg; gest. 5. Februar 1933 in Staßfurt), sozialdemokratischer Politiker, Bürgermeister von Staßfurt, von einem SA-Angehörigen mit einem Revolver niedergeschossen.
- Bernhard Kaster (gest. 12. März in Düsseldorf), Arbeitersportler, gefoltert, anschließend auf die Straße geworfen und dann hinterrücks erschossen.
- Simon Katz (gest. 5. Mai 1933), Handwerker, polnischer Staatsbürger, Jude, zu Tode geprügelt[56]
- Heinrich Kiepenheuer (gest. 8./9. Juni 1933 in Düsseldorf), Eisenbahner, Kommunist, am 8. Juni 1933 in seiner Wohnung von SS-Leuten verhaftet, am 9. Juni wurde seine entstellte Leiche an einer Rheinbrücke gefunden.[80]
- Siegbert Kindermann (geb. 4. Februar 1915 in Berlin; gest. 12. März 1933 in Berlin), Bäckerlehrling aus Berlin-Prenzlauer Berg, Jude, Rote Front [?] von SA-Leuten verhaftet, in die SA-Kaserne Hedemannstraße verschleppt, dort schwer misshandelt und aus dem Fenster geworfen; am 26. März 1933 auf dem Friedhof der jüdischen gemeinde zu Weißensee begraben[81]
- Konrad Klaas, Kommunist, im März 1933 verhaftet, am 5. März zusammen mit zahlreichen anderen Verhafteten provisorisch in der Turnhalle des Oberhausener Realgymnasiums untergebracht und zusammen mit Leo Longueville während des Entleerens der Notdurftkübel der Gefangenen auf dem Hof des Realgymnasiums willkürlich von SA-Leuten erschossen. Offiziell wurde angegeben, dass die beiden auf der Flucht erschossen worden seien.
- Adolf Knecht (geb. 14. Dezember 1911 in Neckarelz; gest. 11. März 1933 in Heidelberg), SPD-Mitglied, Freier Turner, wollte in der Nacht zum 9. März 1933 in Eberbach am Neckar die Hakenkreuzfahne vom Rathaus holen, als er von einem Trupp SA-Männern gestellt wurde; er wurde brutal zusammengeschlagen und angeschossen, verstarb zwei Tage später in der Universitätsklinik Heidelberg.
- Alfred Kollatsch (* 2. Dezember 1914 in Berlin: † 4. Februar 1933), Kommunist, in der Nacht vom 3. zum 4. Februar 1933 bei der Verfolgung von Nationalsozialisten, die zuvor einen Feuerüberfall auf ihn und vier weitere Kommunisten unternommen hatten, an der Ecke der Emdener und Wiclefstraße niedergeschossen[82]
- Fritz Kollosche (gest. 18. April 1933), Kommunist, aktiv in den Charlottenburger Häuserschutzstaffeln, im Folterkeller des SA-Sturms 33 im „Maikowski-Haus“ in der Rosinenstraße in Charlottenburg misshandelt und zu Tode gefoltert[83]
- Konrad († 11. November 1933 in Flensburg), Arbeiter, bei einer Flugblattverteilungsaktion, angeblich auf der Flucht, erschossen.[84]
- Salomon Kopf (geb. 15. Juni 1904 in Kalisch; gest. April 1933 in Varndsdorf), Kaufmann aus Dresden, während des Transports zur Grenze misshandelt und schwer verletzt an der Reichsgrenze zurückgelassen, von der tschechischen Grenzpolizei aufgefunden und am 1. April 1933 ins Krankenhaus Varnsdorf eingeliefert, dort an seinen Verletzungen verstorben[85]
- Walter Korsing (geb. 27. Februar 1905 in Frankfurt an der Oder; gest. 19. Juni 1933 ebendort), Arbeiter, Mitglied des Reichsbanners, am 19. Juni von SA-Leuten verhaftet, weigerte sich bei seiner „Vernehmung“, Namen von SPD- und KPD-Mitgliedern von Reichsbanner-Leuten preiszugeben, wurde daraufhin von SA-Angehörigen an der Chaussee nach Lebus (Höhe des Ragoser Talwegs) von diesen in Stirn und Gesicht geschossen, erstes politisches Mordopfer in Frankfurt (Oder).[86]
- Erwin Kraehkamp (gest 25. Juni 1933), Arbeiter, Kommunist, auf offener Straße vor dem Volkshaus in Elberfeld von SA-Angehörigen niedergeschossen[87]
- Richard Krahl (geb. 1887/1888; gest. Juni 1933), Arbeiter, während der Köpenicker Blutwoche von SA-Angehörigen erschlagen[88]
- Paul Krantz (gest. 11. März 1933 in Limbach bei Chemnitz), Jungarbeiter, von SA-Leuten misshandelt und erschossen[89]
- Bernhard Krause (gest. 5. März 1933) Kommunist aus Wiesenau, von einem SA-Mann in der Gaststätte Ziché erschossen[90]
- Otto Kreide (gest. Juni 1933), Sozialdemokrat, während der Köpenicker Blutwoche erschlagen[91]
- Leo Krell (geb. 24. Dezember 1906; gest. 21. März 1933 in Berlin), Journalist, Jude, am 16. März von Angehörigen des SA-Sturms 27 in ein SA-Heim, später das SA-Gefängnis Papestraße, verschleppt und mehrfach misshandelt, starb an den Folgen im Staatskrankenhaus der Polizei[92]
- Otto Kresse (geb. 6. Januar 1886 in Schönebeck (Elbe); gest. 12. März 1933 in Schönebeck (Elbe)), Metallarbeiter, Sozialdemokrat, Gewerkschaftsfunktionär und Stadtrat, von SA-Leuten bei einer Kommunalwahl im Wahllokal erschossen[93]
- Georg Landgraf (gest. 9. März in Chemnitz), SPD-Mitglied, Verlagsleiter der Chemnitzer Volksstimme und Stadtverordneter in Chemnitz, wurde erschossen, als er sich der Besetzung des Redaktionsgebäudes der Volksstimme durch ein SA-Kommando entgegenstellte
- Erich Lange (geb. 16. März 1913; gest. 21/22. März 1933 in Gelsenkirchen), ehemaliger SS-Mann, im Sommer 1932 zum kommunistischen Kampfbund gegen den Faschismus übergetreten, für den er unter anderem als Werberedner auftrat; in der Nacht vom 21. zum 22. März 1933 von SS-Leuten an der Ecke Litzmannstraße/Kreuzstraße (heute: Ebertstraße/Am Rundhöfchen) „erschlagen, erschossen und zertreten“; auf dem Westfriedhof in Hessler beerdigt[94]
- Karl Lange (gest. Juni 1933 in Berlin), Arbeiter, von der SA während der Köpenicker Blutwoche ermordet[95]
- Oswald Laufer (geb. 8. April 1905 in Wuppertal; 7. März 1933), Kaufmann, Sohn polnischer Einwanderer, Jude, Mitglied des Reichsbanners Schwarz-Rot-Gold, 1933 kurzzeitig in Schutzhaft genommen, am 7. März 1933 von der SA in Wuppertal vor dem Geschäft seines Vaters in der Wilhelmstraße in Elberfeld erschossen; auf dem jüdischen Friedhof Wuppertal-Elberfeld beerdigt[96]
- Salomon „Simon“ Leibowitsch (geb. 22. April 1885 in Ananjew, Gouvernement Cherson), Russisches Kaiserreich, staatenlos, wohnhaft in Eberbach am Neckar; ermordet von SA-Bewachern um den 9. September 1933 im Konzentrationslager Stetten am kalten Markt.
- Heinrich Lipps (oder Lips) (* um 1905; + 8./9, Februar 1933 in Köln), Packer. Von Nationalsozialisten bei einem Überfall auf Kommunisten in der Kölner Sternengasse in der Nacht zum 7. Februar 1933 niedergeschossen (Bauchschuss), in der Nacht zum 9. Februar an seinen Verletzungen gestorben.[97]
- Kurt Loer (gest. 4. Februar 1933 in Duisburg), Kommunist, in der Wilhelm-Ketteler-Straße in der Dickeisbachsiedlung in Duisburg von SA-Angehörigen niedergeschossen[98]
- Leo Longueville (5. März 1933 in Oberhausen) Kommunist, im März 1933 verhaftet, am 5. März zusammen mit zahlreichen anderen Verhafteten provisorisch in der Turnhalle des Oberhausener Realgymnasiums untergebracht und zusammen mit Konrad Klaas während des Entleerens der Notdurftkübel der Gefangenen auf dem Hof des Realgymnasiums willkürlich von SA-Leuten erschossen. Offiziell wurde angegeben, dass die beiden auf der Flucht erschossen worden seien.
- Johann Lücke (gest. 2. März 1933 in Bremen), Reichsbannermitglied, am 1. März 1933 nach der Rückkehr von einer Kundgebung der Eisernen Front von SS-Leuten niedergeschossen und am Folgetag an seinen Verletzungen verstorben[99]
- Anton Macioszyk (geb. 12. Januar 1899; gest. 30. Juni 1933 in Misburg), Zeichner und Retuscheur, beschäftigt in der Großdruckerei Osterwald, Mitglied der SPD in Misburg, des Reichsbanners und des Vorstandes beim Buchdrucker-Verband. Ferner 1. Vorsitzender des Volkschores in Misburg sowie 1. Vorsitzender der Freireligiösen Gemeinde Misburg-Anderten. Zeichnete vor 1933 antinationalsozialistische Karikaturen für den Volkswillen, u. a. über Hitler. Am Abend des 23. Juni 1933 von der SA in seiner Wohnung verhaftet, ins SA-Lokal Schrader in Misburg verschleppt und dort schwer misshandelt, dann ins Spritzenhaus Misburg verbracht, wo kurz danach ein Feuer ausbrach, das ihm schwere Brandwunden beibrachte, ins Krankenhaus verbracht und dort am 30. Juni 1933 an seinen Verletzungen verstorben[100]
- Walter Majchrzak (geb. 1915; gest. September 1933), Bürolehrling, während der Köpenicker Blutwoche von der SA misshandelt und im September 1933 an den Folgen verstorben[101]
- Max Margoliner (geb. 1908/1909; gest. Juni/Juli 1933 in Breslau), jüdischer Kaufmann, von der SA im Braunen Haus von Breslau misshandelt und an seinen Verletzungen im jüdischen Krankenhaus Breslau-Süd gestorben (nw)[102]
- Mastalek (gest. Juni 1933), Sozialdemokrat, während der Köpenicker Blutwoche erschlagen (nw)[103]
- Joseph May (gest. 11. Februar 1933 in Bensheim), als unbeteiligter zufällig vorbeigehender Passant bei einem Zusammenstoß von Nationalsozialisten und Kommunisten auf dem Ritterplatz in Bensheim am Nachmittag des 11. Februar 1933 durch einen Brustschuss getötet.[104]
- Erich Meier (geb. 19. Dezember 1910 in Spandau; gest. 11. März 1933 in Berlin), Vorsitzender des kommunistischen Jugendverbandes (KJVD) im Unterbezirk Berlin-Spandau, von SA-Leuten gefoltert und ermordet[105][106]
- Friedrich Merseburg (geb. 1. März 1902; 28. Juli 1933 in Elberfeld), Mitglied des Antifaschistischen Kampfbundes, in Elberfeld von SA-Angehörigen misshandelt und erschossen[107]
- Grete Messing (gest. 6. März 1933 in Selb), Arbeiterin, Kommunistin, von einem SA-Mann vor ihrem Haus erschossen[108]
- Metzger (gest. 28. Februar/1. März 1933 in Worms), Kommunist, in der Nacht vom 28. Februar 1933 zum 1. März 1933 getötet[109]
- Alfred Meyer (geb. 24. März 1898; gest. 16. Mai 1933), von SA-Leuten verschleppt, misshandelt und getötet. Mit zahlreichen Stich- und Schusswunden in der Bevertalsperre gefunden.
- Arthur Müller (geb. 21. Juni 1891 in Leipzig; gest. 13. Mai 1933 in Berlin), Sozialdemokrat, Funktionär des Reichsbanners, in das SA-Gefängnis Papestraße verschleppt, misshandelt und an seinen Verletzungen gestorben[18]
- Karl Müller (gest. August 1933 in Wiesbaden), Kommunist, verhaftet, von SA-Angehörigen misshandelt, angeblich aus dem 2. Stock eines Verwaltungsgebäudes in Wiesbaden geworfen und dann erschossen, offiziell bei dem Versuch, als Gefangener zu fliehen, „auf der Flucht“ erschossen[110]
- Otto Neu († 13. Juli 1933 in Stettin), Kommunist, Mitglied der illegalen Bezirksleitung, auf der Straße von SA-Männern erschossen[111]
- Hermann Neumann (geb. 8. Oktober 1882 in Buskow; gest. 8. März 1933 in Darmstadt), Präsident der Landesversicherungsanstalt Hessen, ehemaliger Abgeordneter des Hessischen Landtages (SPD), verhaftet und von SA-Angehörigen ermordet.
- Max Neumann (*  4. Juni 1899 in Ortelsburg; 16. März 1933), Kaufmann, Jude, wurde von Nationalsozialisten in eins der „Braunen Häuser“ in Königsberg entführt und furchtbar misshandelt. Er starb in ärztlicher Behandlung im Krankenhaus in Berlin.[112]
- Franz Nitschmann (* 1. März 1909 in Oldenburg; gest. 8. März 1933), Tapezierer, Mitglied der KPD. Nitschmann wurde am Abend des 8. März 1933 an der Stubenrauch-/Ecke Erdmannstraße von SA-Angehörigen verhaftet. Am folgenden Tag zusammen mit Hans Balschukat und Ernst Preuss im Machnower Forst erschossen aufgefunden.[113]
- Albert Ortheiler, Bürger aus Bochum-Gerthe. Die SA hatte von Anfang Februar bis Ende Juli 1933 in der ehemaligen Schule an der Hegelstraße eine Folterstätte, als „Blutkeller“ bekannt. Ortheiler kam wie drei weiter Opfer unmittelbar oder mittelbar nach der Folter im „Blutkeller“ ums Leben.[48]
- Fritz Ott (gest. Juni 1933), Sozialdemokrat, während der Köpenicker Blutwoche von der SA erschlagen[114]
- Hans Otto (geb. 10. August 1900 in Dresden; gest. 24. November 1933 in Berlin), Schauspieler, von SA-Angehörigen nach einem Verhör aus einem Fenster in der Voßstraße gestürzt.
- Paul Pabst (* 6. November 1908 in Berlin; gest. 23. April 1933 in Berlin), Arbeiter, Kommunist, aus dem Fenster des 3. Stocks des SA-Quartiers in der Hedemannstraße 5 gestürzt[115]
- Herbert Pangritz (* 30. Juni 1906 in Elbing; gest. 23. März 1933), Arbeiter, von SA-Leuten misshandelt, im Krankenhaus an schweren inneren Verletzungen gestorben[116]
- Julius Pawel (gest. 22. April 1933), Kommunist, verhaftet, von der SS im Sächsischen Hof misshandelt und an den Folgen verstorben[61]
- Felix Philipp (geb. 4. März 1868 in Hirschberg; gest. 8. März 1933 in Breslau) Metallarbeiter, Gewerkschaftssekretär, stellvertretender Bevollmächtigter der Provinz Niederschlesien zum Reichsrat, bei der Besetzung des Breslauer Gewerkschaftshauses von SA-Angehörigen erschossen
- Arno Philippsthal (geb. 13. September 1887 in Güsten; gest. 3. April 1933 in Berlin), Zahnarzt, von SA-Leuten ins SA-Gefängnis Papestraße verschleppt, misshandelt und an den Folgen verstorben[117]
- Karl Pischel (gest. Juni/Juli 1933), Sozialdemokrat, während der Köpenicker Blutwoche misshandelt, an den Folgen verstorben (nw)[118]
- Max Plaut (geb. 1. Juni 1888 in Kassel; gest. 31. März 1933 in Kassel), Rechtsanwalt, Jude, persönlicher Feind von Roland Freisler, damaligem NSDAP-Kommunalpolitiker in Kassel, am 24. März 1933 von SA-Leuten in die Kasseler Bürgersäle verschleppt und schwer misshandelt, nach wenigen Tagen an seinen Verletzungen gestorben
- Richard Pöting (geb. 18. Oktober 1886 in Freienwalde; 11. Februar 1933 in Berlin), Schlosser in Berlin-Wedding, ermordet[119]
- Wilhelm Pötter (gest. Ende März 1933 in Woldenberg, Neumark) Bäcker, Kommunist, von SA-Leuten, angeblich als er versuchte, sich der Verhaftung zu entziehen, „auf der Flucht“ erschossen.[120]
- Paul Pohle, (geb. 1883; gest. Juni 1933), Metallarbeiter und Sozialdemokrat, Reichsbannermitglied, während der Köpenicker Blutwoche von der SA misshandelt und aufgehängt[121]
- Karl Pokern (geb. 27. November 1895 in Fischhausen; gest. 22. Juni 1933), Fleischer, Mitglied der Roten Hilfe und des Roten Frontkämpferbundes, während der Köpenicker Blutwoche von der SA im Amtsgerichtsgefängnis zu Tode gefoltert und mit Feldsteinen beschwert in der Dahme versenkt[122]
- Ernst Preuss (* 17. Januar 1909 in Charlottenburg, 8. März 1933), Maurer, Mitglied der KPD und des Kommunistischen Jugendverbandes. Nitschmann wurde von SA-Angehörigen verhaftet und am 9. März zusammen mit Hans Balschukat und Ernst Preuss im Machnower Forst erschossen aufgefunden.[123]
- Robert Rathke (* um 1898; + 7. Februar 1933 in Köln), Schmied. Von Nationalsozialisten niedergeschossen (Kopfschuss) und an den Folgen gestorben.[124]
- Emil Rentmeister (geb. 12. Dezember 1905 in Duisburg; gest. 2. Mai 1933 in Duisburg) (in einigen Todesmeldungen und daran anknüpfend in der Literatur in Anlehnung an den Namen seiner Pflegeeltern fälschlich Schmalhans genannt),[125] Kaufmann, Angestellter und Schriftführer des Zentralverbandes der Angestellten, von SA-Leuten ins SA-Gefängnis im Keller des Freigewerkschaftshauses verschleppt und dort erschlagen; anschließend im Wald zwischen Duisburg und Dinslaken verscharrt[19]
- Wilhelm Reupke (geb. 6. Juli 1877 in Langelsheim; gest. 9. April 1933 in Vienenburg/Provinz Hannover), Maurer, Geschäftsführer des Konsumvereins in Bündeheim (Braunschweig), von SA-Angehörigen totgeschlagen
- Josef Ries (geb. 7. November 1900 in Bochum; gest. 28. Juni 1933 in Erfurt), Buchhändler, Redakteur des Thüringer Volksblatt, Mitglied der KPD-Bezirksleitung Großthüringen, auf Anordnung des Polizeipräsidenten Werner von Fichte aus dem Polizeigewahrsam an SA-Angehörige übergeben, von diesen auf dem Gelände des Polizeihundevereins stundenlang gefoltert und anschließend erschossen[126]
- Anna Roeder (geb. 1876; 5./6. Februar 1933), Wirtin des kommunistischen Verkehrslokals Pappschachtel in der Berliner Rubensstraße, bei einem Überfall von SA-Leuten des Sturms 6 auf ihr Lokal am Abend des 5. Februar 1933 von einem SA-Mann niedergeschossen (Unterleibsschuss), verstarb kurz nach ihrer Einlieferung ins Auguste-Viktoria-Krankenhaus.[127]
- Paul Röhrens (geb. 1884; gest. 7. Juli 1933 in Berlin-Köpenick), Arbeiter, Sozialdemokrat, während der Köpenicker Blutwoche von der SA misshandelt und an den Folgen im Krankenhaus Köpenick verstorben (nw)[128]
- Michael Rodenstock (geb. 11. März 1883; gest. 2. Mai 1933 in Duisburg), Schlosser, Sekretär des Gesamtverbandes der Arbeitnehmer der öffentlichen Betriebe, im SA-Gefängnis im Keller des Freigewerkschaftshauses von SA-Leuten erschlagen und im Wald zwischen Duisburg und Dinslaken verscharrt
- Erich Rohde (geb. 10. Juni 1906; gest. 15. November 1933), SA-Leute verschleppten ihn in das berüchtigte Lichtenberger Sturmlokal in der Pfarrstraße gegenüber der Schule (heute Schulze-Boysen-Straße) und folterten ihn. Erst am 15. November 1933 fand man seine Leiche im Gebüsch am Wiesenweg. Die Polizei weigerte sich, Ermittlungen anzustellen.[129]
- Otto Rose (gest. 25. Juni 1933 in Braunschweig), Arbeiter, am 22. Juni 1933 von der SS verhaftet, ins Volksfreunde-Haus in Braunschweig verschleppt, dort misshandelt (Hautabschürfungen, Gewebszertrümmerungen und Blutergüsse am ganzen Körper), in seiner Haftzelle erhängt[130]
- Max Rosenau (gest. 25. März 1934 in Gunzenhausen), Kaufmann, Jude, am 25. März 1934 während allgemeiner Ausschreitungen der SA gegen Juden in der Wohnung seines Nachbarn Lehmann von SA-Angehörigen mit fünf Messerstichen getötet (Gunzenhausener Blutpalmsonntag)
- Gerhardt Rosenbaum (geb. 1908/1909; gest. Mai 1933 in Berlin-Moabit), polnischer Jude, in einer SA-Kaserne misshandelt, im Krankenhaus Moabit verstorben (nw)[56]
- Arnold Rosenfeld (geb. 29. Juli 1888 in Creglingen; gest. 2. April 1933 in Würzburg), Jude, von SA-Angehörigen misshandelt, an den Folgen verstorben[131]
- Jakob Rosenfelder (gest. 25. März 1934 in Gunzenhausen), Geschäftsmann, Jude, von SA-Leuten in einem Schuppen in seiner Nachbarschaft erhängt (Gunzenhausener Blutpalmsonntag)
- Salomon Rosenstrauch (geb. 1875/1876; gest. 22. April 1933 in Wiesbaden), jüdischer Kaufmann (Seidenhändler), in seiner Wohnung überfallen und mit einer Waffe bedroht, starb auf dem Weg ins Krankenhaus an einem Herzschlag, z. T. wird auch angegeben, dass er erschlagen/erschossen wurde und Herzschlag lediglich als offizielle Todesursache angegeben wurde[132]
- Alfred Rotter (geb. 14. November 1886; gest. 5. April 1933 in Liechtenstein), Theaterdirektor, als Nationalsozialisten ihn aus seinem Exil in Liechtenstein nach Deutschland entführen wollten, versuchte er, seinen Entführern zu entkommen. Dabei stürzte er in den Tod.
- Gertrud Rotter, geb. Leers (geb. 1894; gest. 5. April 1933 in Liechtenstein), Ehefrau von Alfred Rotter, zusammen mit diesem bei dem Versuch, einem Entführungskommando, das sie nach Deutschland bringen sollte, zu entkommen, in den Tod gestürzt.
- Erich Rudolf (gest. 25. Juli 1933 in Landsberg an der Warthe), Kommunist aus Dühringshof, im Zusammenhang mit dem Tod des Hitlerjungen Ernst Liebsch im Jahr 1932 verhaftet, auf dem Weg zum Gerichtsgefängnis „auf der Flucht“ erschossen[133]
- Günther Rudolf (gest. 25. Juli 1933 in Landsberg an der Warthe), Kommunist aus Dühringshof, im Zusammenhang mit dem Tod des Hitlerjungen Ernst Liebsch im Jahr 1932 verhaftet, auf dem Weg zum Gerichtsgefängnis „auf der Flucht“ erschossen[134]
- Jürgen Rutenberg (* 28. Oktober 1904 in Steglitz; gest. 5. April 1933) Ingenieur, SA-Anwärter im SA-Sturm 56 (Schöneberg). Rutenberg wurde am 25. März 1933 zusammen mit dem ihm befreundeten Techniker und SA-Mann Franz Erk wegen ungesetzlicher Handlungen (Fälschung von Hilfspolizeiausweisen, eigenmächtiges Durchführen von Hausdurchsuchungen u. ä.) verhaftet und in das SA-Surmbannlokal in der Albrechtstraße 16 überführt. Am 27. März 1933 wurde er in das SA-Gefängnis in der General-Pape-Straße gebracht und dort zwei Tage lang schwer misshandelt. Anschließend wurde er ins Polizeipräsidium und von dort ins Untersuchungsgefängnis gebracht. Er verstarb am 5. April 1933 an den Folgen einer Blutvergiftung, die durch die schweren Misshandlungen im SA-Gefängnis hervorgerufen worden war. Auf Anzeige des Vaters von Erk, der ebenfalls aufgrund schwerer Misshandlungen verstarb, formal eingeleitete Ermittlungen wegen Totschlags wurden von der Gestapo verschleppt, und am 12. Oktober 1933 stellte das Preußische Justizministerium das Verfahren offiziell unter Verweis auf den summarischen Gnadenerlass des Ministerpräsidenten Göring vom 22. Juli 1933, der im Rahmen der „nationalen Revolution“ begangene Straftaten außer Verfolgung setzte, ein.[135]
- Hans Sachs (gest. 31. März 1933 in Chemnitz), Jude, Unternehmer, Mitinhaber der Marschel Frank Sachs AG, von SA-Leuten in seinem Arbeitszimmer getötet oder beging Suizid, um der Verhaftung zu entgehen
- Hans Saile (geb. 1904/1905; gest. 9. März 1933 in Braunschweig), Sozialdemokrat, Werbeleiter der Parteizeitung Braunschweiger Volksfreund, bei der Erstürmung des Volksfreund-Hauses durch die SS erschossen[136]
- Hans Schall (geb. 1912; gest. 1933 in Berlin), Jungkommunist, verhaftet, ins Hans-Maikowski-Haus in Charlottenburg verschleppt, bekam beide Hände abgeschlagen, erlag seinen Verletzungen[137]
- Erich Schalow (gest. 10. Februar 1934), Polizeiwachtmeister aus Pyritz, von Nationalsozialisten während eines Patrouillengangs erschossen[138]
- Waldemar Schapiro (gest. 15. Juli 1933 in Erfurt), Besitzer eines Schreibwarengeschäftes, KPD, von SA-Angehörigen um den Sturmführer Walter Laudien auf einem Grundstück im Steiger zu Tode geprügelt und zurückgelassen, Leichnam von Spaziergängern aufgefunden[139]
- Hermann Scheffler (geb. 12. Februar 1893 in Königsberg/Neumark; gest. 19. September 1933 in Berlin), Tischler aus Berlin-Wedding, Kommunist, Mitglied der Berliner Stadtverordnetenversammlung, am 18. September von der SA verhaftet, anschließend in der Polizeikaserne Chausseestraße (sog. Maikäfer-Kaserne) schwer misshandelt, am 20. September in der Gefangenenabteilung des Staatskrankenhauses der Polizei verstorben
- Bruno Schilter (* 18. Oktober 1906 in Berlin; gest. 1. August 1933 in Berlin), Arbeiter, KPD, von SA-Leuten aus dem „Sturmlokal“ Keglerheim (Petersburger Str. 86) verhaftet, gefoltert, auf der Schwarzen Brücke (Thaerstraße) mit drei Schüssen in den Kopf ermordet und auf die S-Bahn-Gleise geworfen[140]
- Johann Schlösser (geb. 4. Januar 1876 in Boisheim; gest. 2. Mai 1933 in Duisburg), Former, Gewerkschaftssekretär (Bevollmächtigter des Metallarbeiterverbandes), ging nach einer in seiner Abwesenheit erfolgten Haussuchung in seinem Haus durch die SA zur Polizei, um um Schutz zu bitten, wurde daraufhin verhaftet und einem SS-Mann übergeben, der ihn ins SA-Gefängnis im Keller des Freigewerkschaftshauses brachte, wo ihn SA-Leute misshandelten und erschlugen; wurde mit Julius Birk, Emil Rentmeister und Michael Rodenstock im Wald zwischen Duisburg und Dinslaken verscharrt[141]
- Anton Schmaus (geb. 19. April 1910 in München; gest. 16. Januar 1934 in Berlin), Sozialdemokrat, von SA-Leuten niedergeschossen und misshandelt und einige Monate später an seinen Verletzungen verstorben
- Johann Schmaus (geb. 5. Dezember 1879 in München; gest. 22. Juni 1933 in Berlin), Sozialdemokrat, von SA-Leuten in seinem eigenen Haus erhängt
- Walter Schneider (* 1932/1933; gest 14./15. Februar 1933) Bergmann, Kommunist, am 12. Februar 1933 in Eisleben bei einem Überfall der SA auf eine KPD-Versammlung (Eisleber Blutsonntag) verletzt, starb in der Nacht vom 14./15. Februar im Städtischen Krankenhaus an seinen Verletzungen[68]
- Paul Schulz (geb. 1912; gest. 2. Februar 1933 in Berlin), arbeitsloser Klempner, parteilos, auf dem Heimweg von einem Kinobesuch in der Kirchstraße von SA-Angehörigen überfallen und niedergestochen (Stiche in Arm und Rücken, Wirbelsäulenverletzung), im Krankenhaus Westend an seinen Verletzungen gestorben.[142]
- Kurt Schumann (* 1910; 14. Februar 1933 in Chemnitz): Reichsbannerangehöriger, am 6. Februar 1933 bei einem nationalsozialistischen Überfall in Leisnig durch einen Knieschuss verletzt und am 14. Februar 1933 an den Folgen verstorben.[143]
- Friedrich Schumm (geb. 4. November 1901 in Kiel; gest. 1. April 1933 in Kiel), Rechtsanwalt und Jude, wurde verhaftet, nachdem er zur Verteidigung des elterlichen Geschäftes auf einen SS-Mann gefeuert hatte, kurz darauf im geöffneten Polizeigewahrsam erschossen, angeblich durch eine aufgebrachte Volksmenge[144]
- Walter Schütz (* 25. Oktober 1897 in Wehlau; gest. 29. März 1933 in Königsberg), Arbeiter, KPD-Mitglied, Reichstagsabgeordneter, am 29. März 1933 verhaftet, in die SA-Kaserne in Königsberg verschleppt und dort misshandelt (zerschlagen, zerstochen und zertreten) und seinen Verletzungen erlegen.
- Gustav Segebrecht (* 12. Oktober 1874 in Stettin; gest. 3. März 1933 in Berlin), Rentner, im Lokal Stephan in der Liebenwalderstraße 41 niedergeschossen durch Verbluten aufgrund eines Kniekehlenschusses gestorben.[145]
- Hans Seidel (* 1914 in Großörner; gest. 17. Februar 1933 in Eisleben), Arbeiter (Maschinenschlosser), Kommunist, bei einem SA-Überfall auf eine Arbeiterversammlung in Eisleben (Eisleber Blutsonntag) durch Spatenschläge schwer verletzt, erlag seinen Verletzungen.
- Otto Selz (gest. 15. März 1933 in einem Wald bei Weng, Bezirksamt Landshut), Vieh- und Güterhändler, Jude, von SA-Leuten am Morgen des 15. März aus seiner Wohnung entführt und erschlagen.[146]
- Heinz Sendhoff (gest. 8. Juli 1933 in Erfurt), Arbeiter, in den ersten Monaten der Illegalität leitender Funktionär der Erfurter KPD, am 7. Juli 1933 verhaftet und am Folgetag von SA-Angehörigen auf einem Grundstück im Steiger zu Tode geprügelt, von seinen Mördern als „unbekannter Leichnam“ ins Leichenschauhaus eingeliefert[147]
- Katharina Sennholz (geb. 3. September 1902 in Duisburg; gest. 1. Februar 1933 in Duisburg), Arbeiterin, am Abend des 1. Februar 1933, während sie im Hauseingang in der Bachstraße in Horchfeld mit ihrem Bruder stand, von einem Lastwagen aus unter Beschuss genommen, durch einen Brustschuss getötet[148]
- Michael Siegmann (geb. 1895; gest. 14. April 1933 in München), Schlosser, Sozialdemokrat, Vorsitzender der Allgemeinen Ortskrankenkasse München Land, in der Nacht vom 13. zum 14. März 1933 verhaftet, nach Stadelheim gebracht und dort misshandelt. Am 14. April 1933 im Krankenhaus an den Folgen gestorben. Später wurde die Siegmannstraße in Pasing nach ihm benannt.[149]
- Johan Sigl, Bürger aus Bochum-Gerthe. Die SA hatte von Anfang Februar bis Ende Juli 1933 in der ehemaligen Schule an der Hegelstraße eine Folterstätte, als „Blutkeller“ bekannt. Sigl kam wie drei weiter Opfer unmittelbar oder mittelbar nach der Folter im „Blutkeller“ ums Leben.[48]
- Wilhelm Spiegel (gest. 11/12. März 1933 in Kiel), Rechtsanwalt, Jude, nachts an seiner Haustür erschossen[144]
- Hans Spiro (geb. 2. Mai 1905 in Berlin; 10. April 1933 in Berlin), Arbeitersportler, im April 1933 im Berliner SA-Quartier in der Hedemannstraße misshandelt, im Mai 1933 mit durchschnittener Kehle aus dem Spreekanal geborgen.[150]
- Josef Spitzer (geb. 17. Dezember 1907 in Schneidemühl; gest. 26. Juni 1933 in Berlin-Köpenick), Arbeiter, Kommunist, Mitglied des Rotfrontkämpferbundes, während der Köpenicker Blutwoche von der SA misshandelt (u. a. gezwungen, Gift zu trinken; außerdem versuchte man, ihm ein Hakenkreuz in den Kopf zu schlagen) und an den Folgen im Krankenhaus verstorben[151]
- Paul Spitzer (geb. 28. Oktober 1906; gest. 30. Juni 1933 in Berlin-Köpenick), Arbeiter, Kommunist, KPD-Funktionär, während der Köpenicker Blutwoche von der SA misshandelt und an den Folgen verstorben[152]
- Walter Steinfeld (* geb. 1909; gest. 5. Februar 1933 in Breslau), Student an der Technischen Hochschule Breslau, Reichsbanner-Mitglied, nach einer Kundgebung der Eisernen Front in Breslau von NSDAP-Anhängern mit einem Messer erstochen[153]
- Johannes Stelling (geb. 12. Mai 1877 in Hamburg; gest. 22. Juni 1933 in Berlin-Köpenick), SPD-Politiker und Reichstagsabgeordneter, von SA-Leuten während der Köpenicker Blutwoche erschlagen
- Hermann Stern (geb. 1866; gest. 25. März 1933 in Creglingen), Gütermakler, Jude, von SA-Angehörigen bei einem Pogrom misshandelt, an den Folgen verstorben[131]
- Georg Stolt (geb. 1879 in Hamburg; gest. 21. Januar 1934 in Berlin), Zimmermann, Kommunist, ehemaliger KPD-Landtagsabgeordneter, von der SA in die Maikowski-Kaserne verschleppt und dort erschlagen oder erschossen
- Heinrich Strunk (geb. 12. August 1900; gest. 29. Juni 1933 in Wuppertal), Bandwirker und Tuchmacher, Vater von drei Kindern, ehemaliges NSDAP- und SA-Mitglied, war zum kommunistischen Kampfbund gegen den Faschismus gewechselt, weigerte sich, Fahnen für die Nationalsozialisten herzustellen, am 20. März 1933 verhaftet und bis zum 15. Juni 1933 im KZ Brauweiler festgehalten, am 29. Juni 1933 nachts von SA-Männern aus seiner Wohnung geholt und unter der Clausen-Brücke durch fünf Kopf- und drei Rückenschüsse getötet[154]
- Wilhelmine Struth, geb. Vreede (geb. 1904; gest. 2. Februar 1933 in Duisburg) Arbeiterin, Frau eines Gewerkschaftsführers, Mutter einer Tochter, KPD-Kassiererin in Wanheimerort, von Angehörigen eines SS-Trupps unter Führung von Hermann Hardt durch einen Kopfschuss getötet, als sie im Begriff war, das Fenster ihres Hauses in der Erlenstraße Nr. 127 in Duisburg zu schließen während die SS durch die Straße zog. Mit Stolperstein[155]
- Wilhelm Talareck (gest. 17/18. August 1933 in Wanne-Eickel), Kommunist, ehemaliger Führer im Rotfrontkämpferbund. Talareck stand im Verdacht in die Tötung des SA-Scharführers Wilhelm Koziollek aus Wanne-Eickel verwickelt gewesen zu sein. Bei seiner Festnahme wurde er, angeblich als er versuchte zu fliehen, erschossen. Naheliegend aber nicht erwiesen ist, dass es sich um eine Feme-Exekution handelt.[156]
- Willy Teetz (gest. 20. Februar 1933 in Duisburg), auf dem Heimweg von einer Veranstaltung auf der Winterstraße an der Bahnunterführung nahe Eckershorst hinterrücks erschossen[157]
- Max Tennler (gest. März 1933 in Limbach), Kommunist. Auf der Staatsstraße Limbach-Hartmannsdorf durch einen Schuss verletzt, angeblich als er versuchte, einem Gefangenentransport zu entfliehen, und an seinen Verletzungen verstorben.[158]
- Matthias Theißen (gest. 10. April 1933 in Braunschweig) Sekretär des Baugewerksbundes in Braunschweig, im März 1933 von der SA verhaftet, im „Volksfreunde-Haus“ schwer misshandelt (u. a. mit einer Peitsche), mit schweren Verletzungen ins St. Vincenz-Krankenhaus eingeliefert (aufgrund seines Zustandes konnte er nicht mehr liegen, so dass er in ein Gestell eingehängt wurde) und an seinen Verletzungen gestorben.[159]
- Erich Tornseifer (geb. 20. Juni 1908 in Berlin; gest. 26. November 1933 in Berlin), Maschinenschlosser, Kommunist, Mitglied des Kommunistischen Jugendverbandes, am 24. November 1933 im Columbia-Haus von SS-Leuten mit Rohrstock und Reitpeitsche gefoltert, schwerverletzt ins Staatskrankenhaus gebracht und an seinen Verletzungen gestorben[160]
- Werner Uhlworm (geb. 1899; gest. 19. Februar 1933 in Erfurt), Arbeiter, KPD, von SA-Angehörigen an der Ecke Blücherstraße/Bülowstraße (heute Breitscheidstraße/Josef-Ries-Straße) überfallen und erschossen[14]
- Unidentifizierter Kommunist [Erwin Glocke?] (gest. 12. Februar 1933 in Eisleben), Kommunist, bei einem Angriff von SA- und SS-Leuten auf eine kommunistische Turnhalle in Eisleben im Handgemenge getötet.[161]
- Drei unidentifizierte Kommunisten (gest. 14. Juli 1933 zwischen Woldenburg und Lauchstaedt), drei kommunistische Gefangene aus dem Kreis Schwerin, bei der Überführung in das Konzentrationslager Sonnenburg „auf der Flucht“ erschossen[162]
- unidentifizierter Kommunist (gest. 14. Juli 1933 in Bochum [?]), kommunistischer Funktionär aus Bochum-Gerthe, nach der Verhaftung „auf der Flucht“ erschossen[163]
- Unidentifizierter Kommunist (gest. 1. August 1933 [?] in Iserlohn), Kommunist, bei einer Razzia in der Nacht vom 30. Juli zum 1. August 1933 in Iserlohn-Obergüne von Hilfspolizei erschossen.[164]
- Unidentifizierter Kommunist (gest. 5. August 1933 in Chemnitz), kommunistischer Funktionär, von einem SA-Mann auf der Straße niedergeschossen und an seinen Verletzungen verstorben.[165]
- Klara Urbals (geb. 8. Mai 1913 in M.Gladbach (Waldhausen), später Gladbach-Rheydt; gest. 23. März 1933 in Gladbach-Rheydt), Arbeiterin, Kommunistin. Sie wurde am Morgen des 23. März 1933 zusammen mit ihrem Ehemann Bernhard Urbals in ihrer Wohnung in einem Barackenlager in Gladbach-Rheydt von einem Kriminalbeamten aufgrund des Verdachtes kommunistischer Umtriebe zwecks Inschutzhaftnahme verhaftet. Der verhaftende Kriminalbeamte soll die beiden bis in die Nähe der Pumpstation in Dahl geführt haben. Dort soll Maria Urbals einen Fluchtversuch unternommen haben, während ihr Ehemann den Kriminalbeamten von ihnen angesprungen habe. Angeblich nach mehrfachen Haltrufen des Beamten soll dieser von der Schusswaffe Gebrauch gemacht haben, um die angeblich Flüchtende aufzuhalten. Sie erlitt jedenfalls Verletzungen die so schwer gewesen sein sollen, dass sie kurze Zeit darauf starb. Gleichgültig, ob sie wirklich auf der Flucht starb ist ihr Tod durch Erschießen gesichert. Ihr Ehemann erlitt ebenfalls eine Schussverletzung, die aber nicht tödlich war.[166]
- Erwin Volkmar (geb. 22. November 1906 in Berlin; gest. 21. April 1933 in Berlin), Boxer, Kommunist, von SA-Angehörigen erschossen
- Leibel Vollschläger (gest. März 1933 in Berlin), Berliner Jude, von SA-Leuten verschleppt und einige Tage später tot aus der Spree gezogen[167]
- Paul Warnecke (gest. 5. März 1933 in Quickborn), Arbeiter, von dem SA-Mann Gustav Jeske erschossen[168]
- Franz Wätzow (gest. Juni 1933), Sozialdemokrat, während der Köpenicker Blutwoche von der SA erschlagen[169]
- Arthur Weiner (gest. 10./11. April 1933 in Chemnitz), Rechtsanwalt, stellvertretender Vorsitzender der israelitischen Gemeinde in Chemnitz, von SA-Leuten in seiner Wohnung verhaftet und am nächsten Morgen in einer Sandgrube in Wiederau bei Rochlitz erschossen aufgefunden.[170]
- Philipp Weiß (gest. 28. Februar 1933 in Worms), Wirt, Sozialdemokrat, Gewerkschafter, beim Überfall von SA-Angehörigen auf das Volkshaus in der Petersstraße in Worms während eines Lumpenballs in der Nacht vom 28. Februar 1933 erschossen[171]
- Wilhelm Wenzel (ges. 21. März 1933 in Essen), KPD-Anhänger. Am Abend des 21. März 1933 wurde ein Hilfspolizeibeamter in einem Lokal in Essen-Borbeck von mehreren Personen bedrängt. Als der Hilfspolizist einen Schuss auf die Angreifer abfeuerte wurde Wenzel durch einen Brustschuss schwer verletzt. Er starb kurz nach der Einlieferung in ein Krankenhaus in Borbeck.[172]
- Karl Wettmann (gest. 3. Februar 1933 in Duisburg-Hamborn), Arbeiter, Mitglied des Kampfbundes gegen den Faschismus, Vater von zwei Kindern, am Abend des 3. Februar 1933 in Duisburg an der Ecke Lehnhof- und Albrechtstraße in Bruckhausen bei einem SA-Überfall auf Kommunisten durch einen SA-Trupp aus Marxloh, der zu einer Schlägerei führte, durch einen tödlichen Stich in den Rücken getötet.[173]
- Fritz Weyrich (12. Februar 1934 in Berlin), im Wachraum der Stabswache in der Standarte 4 in der Ystaderstraße von dem SA-Scharführer Schimmelpfennig fahrlässig angeschossen, mit einem Bauch- und Leberdurchschuss in Virchow-Krankenhaus überführt, wo er kurz nach der Einlieferung verstarb.
- Walter Wicke (geb. 20. Juli 1909 in Liegnitz ; gest. 29. April 1934 Untersuchungsgefängnis Hamburg), Kommunist (nw)[174]
- Franz Wilczoch (geb. 1900/1901; gest. 30. Juni 1933 in Berlin-Köpenick), Arbeiter, Kommunist, Mitglied der Roten Hilfe, während der Köpenicker Blutwoche von der SA misshandelt und an den Folgen verstorben[175]
- Bernhard Wirsching (* 28. Januar 1908 in Marzahn; 2. März 1933 in Berlin), von SA-Angehörigen in seiner Wohnung erschossen
- Karl Wolf (gest. 3. Juli 1933 in Braunschweig), Funktionär im ehemaligen Rotfrontkämpfer-Bund, am 29/30. Juni 1933 von SA und SS misshandelt und gezwungen, aus dem Fenster zu springen, am 3. Juli 1933 gestorben[176]
- Paul Wystub (+ Januar 1934), SA-Scharführer in Oppeln. Wystub nahm am 9. Januar 1934 an einem Tanzvergnügen in Zelanzo teil. Als ein Streit unter den Gästen entstand, schlichtete Wystub. Nach dem Schluss der Feierlichkeit wurde Wystub vor einem Gehöft erschlagen aufgefunden. Als Verdächtiger wurde der Knecht Zeller verhaftet. Der Leichenbefund ergab, dass er mit einem Knüppel niedergeschlagen wurde.[177]
- Josef Zauritz (gest. 30./31. Januar 1933 in Berlin), Polizeibeamter, von dem SA-Mann Alfred Buske ohne erkennbares Motiv niedergeschossen

### Opfer von Fememorden
Diese Rubrik verzeichnet Personen, die gefangen genommen und bei „Nacht und Nebel“ an entlegenen und uneinsichtigen Stellen (Wälder, Landstraßen, Felder etc.) zu Tode gebracht wurden. Hierzu zählen insbesondere auch Personen, die während Gefangenentransporten liquidiert wurden, wobei die Opfer offiziell häufig zu Verschleierungszwecken als „auf der Flucht“ erschossen deklariert wurden.
- Hermann Behme (geb. 11. November 1884 in Klein Mahner im Salzgittergebiet; gest. 5. Juli 1933 bei Rieseberg), Dreher bei der MIAG, Kommunist, Betriebsratsmitglied (Vorsitzender), verhaftet, misshandelt und von SA-Leuten bei Rieseberg bei einem Transport „auf der Flucht erschossen“ (Rieseberg-Morde)[178]
- Georg Bell (geb. 27. Juli 1898 in Nürnberg; gest. 3. April 1933 in Durchholzen), ehemaliger Nachrichtenagent der SA-Führung, von einem SA-Kommando in Österreich erschossen
- Julius Bley (* 1. Januar 1890 in Köln; gest. 5. Juli 1933), Chemigraph (Druckplattenhersteller) bei der Firma Grashoff, Gewerkschafter und Kommunist, verhaftet, misshandelt, bei einem Transport bei Rieseberg von SA-Leuten „auf der Flucht erschossen“ (Rieseberg-Morde)[178]
- Else Cohn (gest. 6./7. Mai 1933, Straße zwischen den Dörfern Gersdorf und Plau bei Crossen, Regierungsbezirk Küstrin), wegen Verwicklung in den Tod des nationalsozialistischen „Märtyrers“ Horst Wessel im Jahr 1930 am Abend des 6. Mai 1933 gegen 11 Uhr am Rand einer Landstraße bei Crossen durch mehrere Schüsse in die Schläfe erschossen[179]
- August Dosenbach (gest. 21. Oktober 1933 bei Knielingen), Metallarbeiter aus Karlsruhe, KPD-Mitglied, beförderte als illegaler Grenzkurier verbotene Schriften aus dem Elsass nach Deutschland, von einem Dreierkommando der Gestapo, das entlang des Rheins nach Kurieren fahndete, „auf der Flucht“ erschossen[180]
- Hermann van’t Ende (geb. 1900; gest. 12. Juli 1933), Packer, Kommunist, als Strafgefangener beim Transport von der Strafanstalt Münster zum Polizeigefängnis in Essen „auf der Flucht erschossen“. Van’t Ende hatte am 12. Oktober 1931 den SS-Mann Erich Garthe in Essen erschossen.[181]
- Felix Fechenbach (geb. 28. Januar 1894 in Bad Mergentheim; gest. 7. August 1933 in Scherfede), politischer Journalist und Dichter, bei einem angeblichen Transport in das KZ Dachau auf Anweisung Heydrichs in der Nähe von Paderborn misshandelt und ermordet
- Andreas von Flotow (geb. 25. Juli 1900 in Wedendorf; gest. 30. April 1933 bei Neubukow), ehemaliger SA-Gruppenführer und NSDAP-Reichstagsabgeordneter, von SA-Angehörigen auf der Chaussee zwischen Neubukow und Teschow erschossen
- Hanns Goersmann (geb. 1904/1905; gest. Juni 1933 in Elberfeld), von SA-Leuten in seinem Auto erschossen und in einen Tümpel geworfen[182]
- Granitza (gest. 25. April 1933 in Elbing) wurde beschuldigt den SA-Angehörigen Freyburger getötet zu haben. Er wurde verhaftet und von Königsberg nach Deutsch-Eylau zu einer Gegenüberstellung gebracht. Bei Elbing soll er aus dem fahrenden Zug gesprungen sein, worauf die Bewacher das Feuer eröffneten. Er wurde durch einen Lungenschuss getötet. Es handelte sich wahrscheinlich um eine getarnte Exekution aus Vergeltung.[183]
- Hans Grimminger (* 26. Juli 1899 in Velthof; gest. 4. Juli 1933 bei Rieseberg), Elektromonteur bei der MIAG, Mitglied der KPD-Betriebsgruppe und des Arbeiter-Radfahrer-Bundes, am 30. Juni 1933 verhaftet, im AOK-Gebäude in Braunschweig misshandelt, zusammen mit zehn weiteren Personen bei einem Transport bei Rieseberg von SA-Leuten „auf der Flucht erschossen“ (Rieseberg-Morde)[178]
- Hans Grohmann (geb. 1898; gest. 26. Mai 1933) Kunstmaler und Kunsthistoriker, im Kalkumer Wäldchen bei Duisburg von SS-Leuten erschossen. Am Leichnam wurde ein Zettel „Zum Andenken an Schlageter“ befestigt.[184]
- Erik Jan Hanussen (gest. 24./25. März 1933 bei Berlin), Hellseher, auf der Chaussee zwischen Zossen und Baruth außerhalb von Berlin von SA-Angehörigen erschossen
- Erhard Heiden (gest. zwischen April und September 1933 in München), ehemaliger Reichsführer der SS
- Kurt Heinemann (geb. 16. Dezember 1906 in Echternach; gest. 4. Juli 1933 bei Rieseberg), Schneider in Schöningen, KPD-Mitglied, Jude, verhaftet und zusammen mit zehn anderen Männern von SA-Leuten auf einem Transport bei Rieseberg „auf der Flucht“ erschossen (Rieseberg-Morde).
- Albrecht Höhler (geb. 30. April 1898 in Mainz; gest. 20. September 1933 bei Berlin), Mitglied des Roten Frontkämpferbunds, wegen Totschlags am SA-Führer Horst Wessel im Strafvollzug von SA-Leuten entführt und nahe der Chaussee Berlin-Frankfurt erschossen
- Theodor Lessing (geb. 8. Februar 1872 in Hannover; gest. 31. August 1933 in Marienbad), Philosoph, in der Emigration in Prag am 30. August 1933 von den Attentätern Rudolf Max Eckert, Rudolf Zischka und Karl Hönl durch das Fenster seines Arbeitszimmers niedergeschossen und am nächsten Tag im Krankenhaus von Marienvad an seinen Verletzungen gestorben. Die Täter entkamen über die Grenze.
- Reinhold Liesegang (geb. 6. Juni 1900 in Güsten; 5. Juli 1933 bei Rieseberg), Arbeiter, Schweißer bei der Firma Vogtländer, Kommunist, Gewerkschafter, zusammen mit zehn weiteren Männern während eines Transports bei Rieseberg von SA-Leuten „auf der Flucht“ erschossen (Rieseberg-Morde).[178]
- Wilhelm (Willi) Ludwig (geb. 28. August 1888 in Braunschweig; gest. 4. Juli 1933 bei Rieseberg), Arbeiter bei der Reichsbahn, KPD-Mitglied, verhaftet, zusammen mit zehn anderen Männer von SA-Leuten während eines Transportes bei Rieseberg „auf der Flucht“ erschossen (Rieseberg-Morde).
- Hans Maikowski (geb. 23. Februar 1908 in Berlin; gest. 30/31. Januar 1933 in Berlin), SA-Sturmführer, nach dem Marsch der SA durch die Wilhelmsstraße anlässlich der Ernennung Hitlers zum Reichskanzler, auf dem Rückmarsch seiner Formation in ihr Quartier in der Wallstraße von seinem Stellvertreter Alfred Buske – wahrscheinlich auf Befehl Joseph Goebbels’ – niedergeschossen und im Krankenhaus gestorben.
- Jupp Messinger (geb. 12. Februar 1907 in Beuel; gest. 11. Juli 1933 in Bonn), Arbeiter aus Beuel, Kommunist, als angeblicher Mörder des SA-Mannes Klaus Clemens verhaftet und von SA-Leuten in der Haft im Gerichtsgefängnis in der Heerstraße zu Tode gefoltert.[185] Offiziell wurde behauptet, er habe sich in seiner Zelle erhängt[186]
- Stanislaus von Nayhauß-Cormons (gest. Juni/Juli 1933 bei Breslau), ehemaliger Offizier, Verfasser einer gegen den Nationalsozialismus gerichteten Broschüre, in der die Vorstrafen zahlreicher NS-Funktionäre zusammengestellt und angeprangert wurden, im Juni 1933 in Breslau verhaftet, am 20. Juli 1933 als Leiche mit zusammengebundenen Armen und Beinen, und mit einem schweren Stein beschwert, aus einem Teich geborgen
- Richard Polleit (gest. 18. April 1933) Arbeiter, Kommunist, hatte am 30. Juli 1932 den SS-Scharführer Reinke getötet. Von Angehörigen der Nachrichtenabteilung der SA-Gruppe Ostland verhaftet, auf dem Weg zum Polizeipräsidium oder auf dem Weg von dort zu einer angeblichen Gerichtsverhandlung von SA-Angehörigen „auf der Flucht erschossen“[187]
- Kurt Freiherr von Possanner und Ehrenthal (geb. 1898 in Tirol; gest. 28. Februar 1933 bei Berlin), aufgeflogener sowjetischer Agent in der NSDAP-Zentrale, während seiner Abschiebung nach Österreich erschossen
- August Puppe (geb. 1904; gest. 1. Oktober 1933 in Elberfeld), SA-Mann, von den eigenen Leuten erschossen[182]
- Adolf Rall (gest. 2. November 1933 bei Berlin), Kleinkrimineller und ehemaliger SA-Mann, in einem Waldgebiet außerhalb von Berlin erschossen
- Otto Renois (geb. 8. August 1892 in Griesel; gest 4. April 1933 in Bonn), Kommunist, Stadtverordneter in Bonn, in der Nacht vom 3. zum 4. April 1933 von SS-Angehörigen verhaftet, auf dem Weg zum Polizeirevier in der Nähe des Poppelsdorfer Schlosses „auf der Flucht“ erschossen, nachdem man seinen Hut aus dem Auto geworfen und ihn angewiesen hatte, diesen zu holen.[188]
- Walter Römling (geb. 12. Oktober 1890 in Braunschweig; gest. 4. Juli 1933 bei Riesenberg), Hilfsarbeiter bei der MIAG (Maschinenarbeiter), Kommunist, Betriebsrat Arbeiterfunktionär, am 30. Juli 1933 verhaftet, im AOK-Haus misshandelt und zusammen mit zehn anderen Gefangenen bei einem Transport „auf der Flucht erschossen“[178]
- Brüder Rudolf: Die beiden Brüder Rudolf wurden im Juni oder Juli 1933 als Vergeltung für ihre angebliche Mitwirkung an der Ermordung des HJ-Angehörigen Rudolf Liebsch im Jahr 1931 auf Befehl des SS-Gruppenführer Erich von dem Bach-Zelewski von SS-Leuten verhaftet, verhört, gefoltert und erschossen.[189]
- Wilhelm Schäfer (geb. 24. September 1896 in Frankfurt am Main; gest. 17. Juli 1933 in Frankfurt am Main), ehemaliger Nationalsozialist, hatte 1931 die Entwürfe für die Boxheimer Dokumente an die Polizei übergeben, am 17. Juli 1933 erschossen aufgefunden
- John Schehr (geb. 9. Februar 1896 in Altona; gest. 1. Februar 1934 in Berlin) Kommunist, von der Gestapo am Berliner Schäferberg „auf der Flucht“ erschossen
- Gustav Schmidt (19. September 1908 in Holzwickede; gest. 4. Juli 1933) Student, Kommunist, verhaftet, im AOK-Haus misshandelt und bei einem Transport von SA-Angehörigen zusammen mit zehn weiteren Männern von SA-Leuten „auf der Flucht erschossen“ (Rieseberg-Morde)[178]
- Eugen Schönhaar (geb. 29. Oktober 1898 in Esslingen am Neckar; gest. 1. Februar 1934 in Berlin) Kommunist, von der Gestapo am Berliner Schäferberg „auf der Flucht“ erschossen
- Rudolf Schwarz (geb. 3. März 1904 in Berlin; gest. 1. Februar 1934 in Berlin) Kommunist von der Gestapo am Berliner Schäferberg „auf der Flucht“ erschossen
- Alfred Staats (geb. 20. November 1912 in Braunschweig) kaufmännischer Angestellter, KPD-Mitglied, verhaftet, durch Folter dazu gepresst, die Tötung des SS-Mannes Landmann zu gestehen, zusammen mit zehn weiteren Männern auf einem Transport bei Rieseberg von SA-Leuten „auf der Flucht“ erschossen (Rieseberg-Morde).
- Willi Steinfass (geb. 13. Mai 1892 in Braunschweig; gest. 4. Juli 1933), Arbeiter bei der MIAG (Maschinenarbeiter), Kommunist, am 2. Juli 1933 verhaftet, im AOK-Gebäude in Braunschweig misshandelt, zusammen mit zehn weiteren Personen bei einem Transport bei Rieseberg von SA-Leuten „auf der Flucht erschossen“ (Rieseberg-Morde)[178]
- Erich Steinfurth (geb. 10. August 1896 in Mittenwalde; gest. 1. Februar 1934 in Berlin), Kommunist, von der Gestapo am Berliner Schäferberg „auf der Flucht“ erschossen
- Unbekannter Mann (* zwischen 1900 und 1913; gest. April 1933), am 28. April 1933 erschossen und verbrannt im Sternbecker Gutsforst aufgefunden. Der Tote starb durch einen Nackenschuss der am Auge austrat.[190]
- Helmuth Unger (geb. 11. Juli 1906; gest. 23. Juni 1933), ehemaliges Mitglied der Berliner SA, wegen des Verdachts, sich vor 1933 als Polizeispitzel betätigt zu haben, von SA-Angehörigen erschossen
- Karl Franz Wendt (geb 1904; gest. März 1933), Nachrichtenmann

### Personen, die in Konzentrationslagern und Gefängnissen gewaltsam zu Tode kamen
In der Zeit zwischen Februar 1933 und dem 30. Juni 1934 wurden mehr als 100 Personen in Konzentrationslagern auf gewaltsame Weise zu Tode gebracht. Dies waren somit deutlich mehr, als im Zuge „legaler“ Hinrichtungen aufgrund offizieller Todesurteile in derselben Zeit zu Tode kamen (vgl. den Abschnitt für das Jahr 1933 in der Liste von im Deutschen Reich hingerichteten Personen). Auch prozentual lag der Anteil der politischen Gefangenen, die „wilden“ Tötungsmaßnahmen (gezielte Ermordung oder ungeplante, aber billigend in Kauf genommene Tötung im Rahmen von Misshandlungen u. ä.) in Konzentrationslagern und Gefängnissen zum Opfer fielen, an der Gesamtzahl aller Schutzhaftgefangenen deutlich höher als der Anteil der im Rahmen gerichtlich veranlasster Hinrichtungen zu Tode gebrachten Personen an den regulären (aus nicht-politisch, kriminellen Gründen in Haft befindlichen) Strafgefangenen. So wurden während der hier betrachteten siebzehn Monate mehrere zehntausend Menschen aus politischen Gründen verhaftet, wobei der Höchststand der in Schutzhaft gehaltenen Personen in den Wochen der großen Verhaftungswelle nach dem Reichstagsbrand vom 28. Februar 1933 erreicht wurde. Danach kam es zu einem graduellen Absinken der Zahl der Schutzhaftgefangenen: Ende Juli 1933 betrug ihre Zahl im ganzen Reichsgebiet noch etwa 27.000, wovon 15.000 auf das Land Preußen entfielen. Eine größere Zahl von diesen wurde anlässlich der Weihnachtsamnestie vom Dezember 1933 zwar entlassen, die Zahl blieb aber dennoch groß genug, damit für ihre Unterbringung weiterhin eine größere Zahl von Konzentrationslagern benötigt wurde. Die Relation lag in etwa bei einer Tötung (durch gerichtlich angeordnete Hinrichtung) auf 10.000 Gefangene pro Monat bei den regulären (kriminellen) Strafgefangenen und einer Tötung (durch wilde Zu-Tode-Bringung) auf 3.000 Gefangene pro Monat bei den (politischen) Schutzhaftgefangenen.
- Hans Alexander (gest. 2. September 1933 im KZ Esterwegen), Reichsbannerführer, im Konzentrationslager Esterwegen erschossen[178]
- Josef Altmann (gest. 12. Februar 1934 im KZ Dachau), im Bunker des KZ Dachau von SS-Wachen aufgehängt
- Emerich Ambros (geb. 22. Mai 1896; gest. 26. September 1933 im KZ Hohnstein), ungarisch-deutscher Antifaschist, SPD
- Josef Amuschel (gest. August 1933 im KZ Dachau), oppositioneller SA-Angehöriger, Ende August 1933 in München verhaftet, im Braunen Haus schwer misshandelt (zerschlagene Fußsohlen, Brandwunden von Zigaretten), ins KZ-Dachau verlegt, dort weiter misshandelt. Er starb infolge der Zerreißung seiner Därme durch einen in den After eingeleiteten Wasserstrahl kurz nach seiner Einlieferung in Dachau[192][193]
- Wilhelm Aron (geb. 3. Juni 1907 in Bamberg; gest. 19. Mai 1933 im KZ Dachau),[193]
- Rolf Axen (geb. am 8. Februar 1912  in Tarnopol, Galizien; gest. 23. September 1933 in Dresden), bei Verhören im Polizeipräsidium Dresden ermordet.
- Isaak Baruch (* 3. Januar 1905; 20. Oktober 1933 im KZ Neusustrum), Jude aus Köln, während eines Arbeitskommandos vor dem Eingang des KZ Neusustrum getötet: SS-Angehörigen warfen einen Gegenstand (Stein, Torf o. ä.) vom Lagerweg in Richtung Moor und wiesen Baruch an, diesem nachzulaufen; als er dies tat, wurde er mit einem Karabiner niedergeschossen. Als der Verletzte sich versuchte aufzurichten, wurde ihm von einem der beteiligten SS-Leute ein „Fangschuss“ mit der Pistole gegeben.[194]
- Josef Bauernfeind (geb. 11. Juli 1876; gest. 9. August 1933 in Essen), Kommunist, wegen der Verteilung von Flugblättern verhaftet und im SA-Folterkeller in der ehemaligen Ziegelei an der Frintroper Straße in Essen ermordet.[195]
- Rudolf Benario (geb. 20. September 1908 in Fürth; gest. 12. April 1933 beim KZ Dachau), Volkswirt, Jude, in einem Wäldchen bei Dachau „auf der Flucht“ erschossen[178]
- Erich Bergmann (gest. 10. September 1933 im KZ Esterwegen), Bergarbeiter aus Wattenscheid, Kommunist, beim Holzsammeln erschossen[178]
- Otto Böhne (geb. 4. Dezember 1897 in Wuppertal; gest. 25. Februar 1934 in Papenburg)[196]
- Michael Blöth (geb. 5. August 1906; gest. 13. März 1934), nach Verhaftung im Gefängnis verstorben
- Max Bremer (geb. 14. April 1875 in Seesen; gest. 17. März 1933 im Gefängnis Seesen), Kaufmann in Seesen, Jude, Mitinhaber des Warenhauses Bloch und Bremer, am 15. März 1933 verhaftet, auf dem Weg zur Polizeiwache von zwei Gandersheimer SS-Männern in den Rücken geschossen, starb nach vier Tagen im Krankenhaus Osterode an den Verletzungen, z. T. heißt es auch, er sei in seiner Gefängniszelle erhängt aufgefunden worden bzw. an den Folgen von Misshandlungen gestorben und dies sei als Suizid durch Erhängen getarnt worden.[197]
- Fritz Bürk (geb. 1893; gest. 28. November 1933 im KZ Dachau), Stricker aus Memmingen, Kommunist, während eines Kohlenhol-Kommandos von dem SS-Scharführer Wilhelm Birzle ausgesondert und auf der Lagerlatrine erschossen (nw)[198]
- Richard Danisch (geb. 19. Oktober 1902; gest. 10. Oktober 1933 im KZ Esterwege), Arbeiter, von SS-Wachen aus dem Bunker des Lagers geholt und von dem SS-Mann Podschwadek in einem Moorgraben erschossen[178]
- Willi Dolgner (geb. 11. April 1894 in Berlin; gest. 11. Januar 1934), Kommunist, verhaftet und nach Folterungen in der Haft erschlagen
- Max Dollwetzel (geb. 1883; gest. 28. September 1933 im KZ Hamburg-Fuhlsbüttel), Schlosser, Kommunist, in seiner Zelle erschlagen[198]
- Fritz Dressel (geb. 1. Juni 1896; gest. 7. Mai 1933 im KZ Dachau), KPD-Funktionär, im Bunker von Dachau ermordet[198]
- Ernst Eckstein (geb. 21. Februar 1897; gest. 8. Mai 1933 KZ Breslau-Dürrgoy), Kommunist, ins KZ Breslau-Dürrgoy verschleppt, starb als Mitglied eines Arbeitskommandos aufgrund fehlender Absicherung beim Baumstammschleppen
- Otto Eggerstedt (geb. 27. August 1886; gest. 12. Oktober 1933 im KZ Esterwegen), SPD-Reichstagsabgeordneter, von den SS-Scharführern Eisenhut und Groten während eines Arbeitskommandos erschossen
- Otto Eschenbach (gest. 1933 im KZ Sonneburg), Häftling aus Frankfurt an der Oder, im KZ Sonneburg getötet worden.[199]
- Alwin Franz August Esser (geb. 1911/1912; gest. 10. November 1933 im KZ Hamburg-Fuhlsbüttel), Mitglied des Kommunistischen Jugendverbandes[198]
- Felix Fechenbach (geb. 28. Januar 1894; gest. 7. August 1933), Sozialdemokrat, ehemaliger Sekretär der Bayerischen Räterepublik, auf dem Weg vom Gefängnis Detmold zum KZ Dachau von SS-Leuten erschossen[178]
- Hugo Feddersen (gest. 22. Juli 1933), Arbeiter, kommunistischer Funktionär, am 26. März 1933 verhaftet und ins KZ verschleppt. Dort in seiner Zelle erschlagen[200]
- Wilhelm Franz (geb. Juni 1909; gest. 17. Oktober 1933 im KZ Dachau), KPD-Funktionär, im Bunker des KZs Dachau von SS-Wachen aufgehängt
- Eugen Fritsch (geb. 21. Juli 1884 in Mülsen-St. Niklas bei Glauchau; gest. 11. September 1933 im KZ Hohnstein), SPD-Politiker, Widerstandskämpfer[201]
- Joseph Götz (geb. 15. November 1895; gest. 9. Mai 1933 im KZ Dachau), KPD-Funktionär, Landtagsabgeordneter, von SS-Wachen erschossen[198]
- Ernst Goldmann (gest. 12. April 1933 beim KZ Dachau), in einem Wäldchen bei Dachau erschossen[178]
- Fritz Gumpert (gest. 15./16. April 1933 im KZ Königstein-Halbestadt), Arbeiter aus Heidenau, an Misshandlungen verstorben, laut Totenschein an Magen- und Darmblutungen[202]
- Paul Guse (geb. 21. August 1894 in Neukirchen; gest. 20. Oktober 1933 in KZ Neusustrum), Polizeibeamter, Mitglied des Reichsbanners Schwarz-Rot-Gold und der SPD, wegen staatsfeindlicher Einstellung am 29. Mai 1933 verhaftet, von SS-Angehörigen erschossen, als er versuchte, dem jüdischen Gefangenen Isaak Baruch zu helfen, als dieser auf dem Rückweg vom Moor in das KZ Neusustrum misshandelt wurde.[203]
- Erich Haasch (gest. 1933 im KZ Meissnershof)[204]
- Mendel Haber (gest. Ende April/Anfang Mai 1933): Kaufmann aus Dortmund, Jude. Ende April 1933 von der SA verhaftet.[205] Anfang Mai 1933 tot im Dortmund-Ems-Kanal auf Castrop-Rauxeler Stadtgebiet gefunden[206]
- Karl Hacker (geb. 1903; gest. 23. November 1933 im KZ Hamburg-Fuhlsbüttel), Arbeiter, Kommunist, Funktionär des Barmbeker Kraftsportvereins[198]
- Hermann Hagendorf (geb. 18. Februar 1900 in Coswig; gest. 20. Juni 1933 im KZ Oranienburg), Arbeiter, Kommunist, Leiter des örtlichen Rotfrontkämpfer-Bundes, von Wachen zu Tode geprügelt (offiziell wurde eine Nierenentzündung als Todesursache angegeben)[198]
- Amandus Hartung (geb. 1901; gest. 17. September 1933 im KZ Hamburg-Fuhlsbüttel), Kommunist[198]
- Leonhard Hausmann (gest. 12. Mai 1933 beim KZ Dachau), Kommunist, von dem SS-Mann Ehmann erschossen[178]
- Friedrich Heinrich (geb. 1911/1912; gest. 2. Oktober 1933 im KZ Lichtenburg), von SS-Leuten im Arrest zu Tode geprügelt[178]
- Otto Christoph Heitmann (geb. 6. Oktober 1908; gest. 20. Oktober 1933 im KZ Hamburg-Fuhlsbüttel), Seemann aus Hamburg, Leiter der ISH-Zelle Seefahrt, Nachrichtenmann der polnischen Marine[198]
- August Hennig (gest. 4. Januar 1934 im KZ Neuustrum), KPD-Funktionär, zum Holztragen geschickt und „auf der Flucht erschossen“[178]
- Martin Hering (geb. 20. September 1879 in Struppen; gest. 22. November 1933 im KZ Hohnstein), Kommunist, ins KZ verschleppt, misshandelt und an den Verletzungen gestorben
- Hesse (gest. 15/16. September 1933 im KZ Dachau), beim Holzsammeln erschossen[178]
- Werner Hesse (* 1912 in Zeulenroda; 26. September 1933 im KZ Esterwegen III), Friseur, nach einem erfolgreichen Fluchtversuch aus dem KZ und Wiedereinfangung im KZ Esterwegen III misshandelt und erschossen[207]
- Christian Heuck (geb. 18. März 1892; gest. 23. Februar 1934 in Neumünster), KPD-Politiker und Reichstagsabgeordneter, von SS-Leuten in seiner Zelle im Strafgefängnis Neumünster erschlagen
- Erich Honstein (* 23. Februar 1904 in Eisenach; † 1. Juli 1934 in Halle (Saale)), KPD-Funktionär, am 24. Juni 1934 verhaftet, anschließend schwer gefoltert und erlag am 1. Juli seinen Verletzungen.
- Martin Hoop (* 14. April 1892 in Lägerdorf, Kreis Steinburg; gest. 11. Mai 1933 im KZ Zwickau-Osterstein), Kommunist, Unterbezirkssekretär der KPD, am 2. Mai 1933 verhaftet, ins Konzentrationslager Schloss Osterstein verschleppt, dort von Wachen misshandelt und in der Haft (wahrscheinlich in seiner Zelle) zu Tode gebracht oder an den Folgen seiner Misshandlungen gestorben[178]
- Heinrich Hundskopf (geb. 1868; gest. 14. Juni 1933 im KZ Hamburg-Fuhlsbüttel)[198]
- Herbert Hunglinger (geb. 23. April 1880 in Passau; gest. 26. April 1933 im KZ Dachau), Polizeimajor a. D., NSDAP-Mitglied seit 1920, nachdem die NSDAP 1933 die Akten der Münchener Polizeidirektion in ihre Hände bekam, soll sich herausgestellt haben, dass Hunglinger die Politische Polizei über Parteiinterna unterrichtete, daraufhin nach Dachau verschleppt und dort gezwungen, sich im Bunker von Dachau zu erhängen[208]
- Otto Hurraß (geb. 21. April 1902; gest. 23. Februar 1934 im KZ Lichtenburg), Arbeiter, von SS-Leuten erschlagen[178]
- Albert Janka (geb. 10. Mai 1907; gest. 13. April 1933), deutscher Kommunist
- Arthur Kahn (gest. 12. April 1933 beim KZ Dachau), in einem Wäldchen bei Dachau erschossen[178]
- Erwin Kahn (gest. 16. April 1933 in München), Kaufmann aus München oder Nürnberg, Jude, zusammen mit drei anderen Häftlingen am 12. April 1933 in einem Wäldchen bei Dachau von SS-Männern niedergeschossen, schwer verletzt ins Krankenhaus gebracht und dort an seinen Verletzungen gestorben[178]
- Michael Kazmierczak (geb. 20. November 1933 in Berlin), Kommunist, in der Untergrund-KPD tätig als Leiter des Kurierapparates, am 18. November 1933 verhaftet, ins KZ Columbiahaus in Berlin verschleppt, dort schwer misshandelt (der Leiche fehlte die Nase fehlte; ein Auge war ausgeschlagen, das linke Ohr halb abgerissen; er wies einen Schnitt im Gesicht und Stiche am Kopf auf; der linke Arm war dreimal gebrochen, die Fingerspitzen zerstochen), offiziell wurde erklärt, er habe sich durch Erhängen das Leben genommen, auf dem Friedhof Berlin-Marzahn bestattet[209]
- Karl Karcz (geb. 15. November 1881 in Czersk, Westpreußen; gest. 10. April 1933 in Harburg), Metallarbeiter, nach einem Fackelzug der SA in Harburg in der Nacht vom 6. zum 7. Februar 1933 von den SA-Angehörigen Hugo Bornemann, Bernhard Rohrbeck und Edwin Hoffmockel vom Sturm Niehaus des Sturmbanns II/9 vor dem Gasthaus Stadt Hannover, wie auch Martin Leuschel, niedergeschossen; nachdem er mit schweren Verletzungen ins Krankenhaus eingeliefert wurde, starb er im April an diesen[210]
- Delwin Katz (geb. 3. August 1887; gest. 17. Oktober 1933 im KZ Dachau), Arzt aus Nürnberg, im Bunker des KZs Dachau von SS-Wachen aufgehängt
- Walter E. Klausch (geb. 8. Mai 1907; gest. 16. Juni 1933 im KZ Oranienburg), Bautechniker aus Potsdam, Kommunist, an seinen Hosenträgern erhängt
- Fritz Klein (geb. 1901; gest. 24. Juni 1933 im KZ Hamburg-Fuhlsbüttel), Kommunist[198]
- Alfred Kleindienst (geb. 1913/1914; gest. 27. Oktober 1933 im KZ Esterwegen), Häftling, zum Holztragen geschickt und durch Kopf- und Bauchschuss „auf der Flucht erschossen“[178]
- Simon Koje (geb. 3. Dezember 1896 in Rowna; gest. 10. Oktober 1933 im KZ Neusustrum), Russe, von der Lagerwache „auf der Flucht erschossen“[211]
- Dalmatius Konietzny (geb. 1886; gest. 21. April 1933), Kommunist aus Lugau, angeblich an der Tötung eines SA-Manns im Jahr 1932 beteiligt, in der Haft im KZ Oelsnitz von SA-Leuten erschlagen und offiziell als Selbstmord durch Erhängen in seiner Zelle deklariert.[212][213]
- Wladimir Kotkow (gest. 30. Juli 1933), russischer Revolutionär, bei einem Transport von Hammerstein nach Sonnenburg „auf der Flucht erschossen“[178]
- Maximilian Kubitzek (geb. 1898; gest. 3. Oktober 1933 im KZ Brandenburg), Arbeiter, KPD-Funktionär im Berliner Bezirk Friedrichshain, nach schweren Misshandlungen verstorben[214]
- Michael Kukurudza (gest. 30. Mai 1933 in Börnicke), polnischer Staatsbürger, misshandelt und an den Folgen gestorben[215][216]
- Simon Laibowitsch (gest. 9. September 1933 KZ Heuberg), Jude aus Eberbach, von Wachen zu Tode geschunden[217]
- Karl Lehrburger (geb. 1904; gest. 25. Mai 1933 im KZ Dachau), Jude, von dem SS-Scharführer Johannes Steinbrenner im Bunker des KZ Dachau erschossen[193][198]
- Karl Lesch (geb. 1896; gest. 30. November 1933 im KZ Hamburg-Fuhlsbüttel), Seemann, Kommunist, Verbandsfunktionär der Hafenarbeiter, zu Tode geprügelt[198]
- Martin Leuschel (geb. 1904/1905; gest. 4. oder 7. Februar 1933 in Harburg bei Hamburg), Metallarbeiter, von dem SA-Mann Bornemann tödlich verletzt, als dieser nach einer Versammlung des Metallarbeiterverbandes auf eine Menschengruppe vor der Gastwirtschaft von Georg Reus („Stadt Hannover“) am Großen Schlippsee schoss, wobei Leuschel sofort starb und Karl Kracz schwer verletzt wurde; nach anderen Angaben erlitt er bei einer Auseinandersetzung mit SA-Leuten nach einem Fackelzug an der genannten Stelle einen Bauchschuss, an dem er nach einigen Stunden im Krankenhaus starb[218]
- Hermann Liebmann (gest. 19./20. Mai 1934 im KZ-Hohnstein), ehemaliger sächsischer Innenminister, starb infolge von Misshandlung[219]
- Karl Lottes (+ 10. Juni 1933 in Essen), Kommunist. Lottes hatte am 28. April 1928 den SA-Mann Gottlieb Thomae erschossen. Im Jahr 1933 verbüßte er eine Gefängnisstrafe wegen gefährlicher Körperverletzung und Gefangenenbefreiung. Er wurde als Strafgefangener erschossen, angeblich als er, als einem anderen Kommunisten zur Gegenüberstellung vorgeführt werden sollte, einen Fluchtversuch unternahm, erschossen.[220]
- Friedrich Lux (geb. 28. September 1892 in Imten, Kreis Wehlau, Ostpreußen; gest. 6. November 1933 im KZ Fuhlsbüttel), Hafenarbeiter, Kommunist, Mitglied des ZK der KPD, Mitarbeiter von Hans Kippenberger, versuchte nach dem Reichstagsbrand die illegale KPD-Organisation in Hamburg zu reorganisieren, im Juli 1933 von der Gestapo verhaftet und als Schutzhäftling ins KZ Fuhlsbüttel eingewiesen, wo er an seinen Misshandlungen starb
- Ludwig Marum (geb. 5. November 1882; gest. 29. März 1934 in KZ Kistau), SPD-Politiker und Reichstagsabgeordneter, im KZ vom stellvertretenden Lagerleiter Karl Sauer, Karl Heupel und Eugen Müller (Fahrer und Hausmeister des Gauleiters Robert Wagner) erdrosselt
- Arthur May (geb. 1902; gest. 22./23. Juni 1933), Herausgeber der Aachener Arbeiterzeitung, KPD-Mitglied, als führender Kommunist den Nationalsozialisten verhasst („Hetzer, Aufwiegler, Volksverführer“), im Juni 1933 bei einer Polizeirazzia in der Mauerstraße in Aachen gefasst, nachdem die Politische Polizei ihn bereits vier Monate gesucht hatte, nach wenigen Tagen von der Polizei einem Hilfs-Polizeikommando aus SS-Angehörigen übergeben, auf dem Transport zu einer Vernehmung in die Jülicher Zitadelle in der Nähe von Bourheim durch mehrere Schüsse in den Rücken getötet (die ärztliche Besichtigung legte Genickschüsse aus nächster Nähe nahe), offiziell „auf der Flucht erschossen“[221]
- Karl Menzel (geb. 1897; gest. 11. Dezember 1933 im KZ Hamburg-Fuhlsbüttel), Kommunist[198] Stolperstein für Hans August Neick in der Erichstr. in St. Pauli

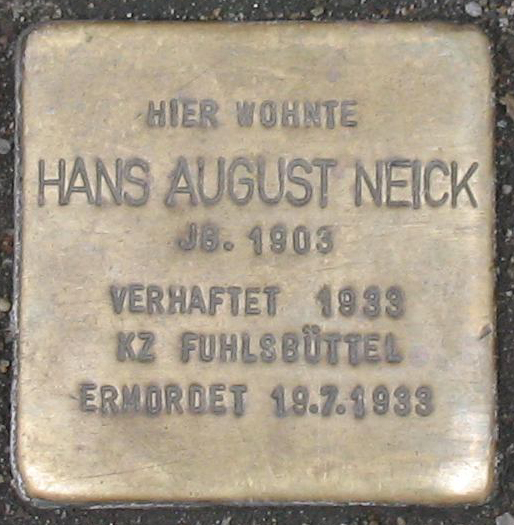
Stolperstein für Hans August Neick in der Erichstr. in St. Pauli

- Sebastian Nefzger (geb. 19. Januar 1900 in München; gest. 26. Mai 1933 im KZ Dachau), Kaufmann, Jude, im Bunker von Dachau misshandelt und durch Erwürgen ermordet (Offiziell als Suizid durch Öffnen der Pulsadern deklariert)[222]
- Hans August Neick (geb. 1903; gest. 19. Juli 1933 im KZ Hamburg-Fuhlsbüttel), Kommunist[223]
- Max Niedermeyer (geb. 22. November 1898; gest. 3. April 1933 im KZ Osterstein) Arbeiter, Gewerkschafter, Vorsitzender der KPD-Ortsgruppe Johanngeorgenstadt; im Konzentrationslager Osterstein getötet.[224]
- Ludwig Pappenheim (geb. 17. März 1887; gest. 4. Januar 1934 im KZ Neusustrum), Sozialdemokrat, Redakteur, zum Holztragen geschickt und „auf der Flucht erschossen“[178]
- Oskar Konrad Pflaumer (geb. 1904; gest. 17. August 1933), Kommunist, Mechaniker, von SA-Leuten am 16. August 1933 in Nürnberg verhaftet und auf die Polizeihauptwache verbracht; in der Nacht zu einer Gegenüberstellung mit anderen Kommunisten in ein SA-Lokal überführt, dort schwer misshandelt und nach seiner Rückführung in die Polizeiwache in den frühen Morgenstunden verstorben
- Gertrud Piter (gest. 21./22. September 1933 in Brandenburg), Kommunistin, von Wachen misshandelt und in ihrer Zelle aufgehängt[198]
- Paul Prüfert (gest. 30. Juli 1933), Kommunist, bei einem Transport von Hammerstein nach Sonnenburg „auf der Flucht erschossen“[178]
- Ernst Putz (geb. 20. Januar 1896; gest. 12. September 1933 in Berlin-Moabit), KPD-Politiker und Reichstagsabgeordneter, im Gefängnis Moabit ermordet
- Fritz Rau (geb. 12. Mai 1904 in Stuttgart; gest. 20. Dezember 1933 in Berlin-Moabit), KPD-Funktionär, Chefredakteur des Bezirksorgans der KPD Klassenkampf in Halle (Saale), während eines Verhöres in seiner Gefängniszelle in Berlin-Moabit erschlagen.
- Ernst Richer (geb. 1879/1880; gest. 28. April 1934 im KZ Lichtenburg), Maurer aus Hintersinn bei Prettin, wegen des Grüßens von Häftlingen mit dem Rotfrontgruß von SS-Leuten verhaftet, in die Wachstube verschleppt, dort misshandelt und an den Verletzungen verstorben[178]
- Karl Gustav Wilhelm Ritter (geb. 30. Oktober 1877 in Frankfurt an der Oder, gest. 11. August 1933 im KZ Sonnenburg), Stellmacher aus Frankfurt (Oder), am 2. Mai 1933 verhaftet und im August 1933 ins Konzentrationslager Sonnenburg verbracht, wo er am 11. August 1933 nach schwerer Misshandlung durch die Wächter starb; offiziell wurde der Tod als Selbstmord angegeben[225]
- Max Sailer (geb. 11. Juni 1912 in Bamberg; gest. September 1933 im KZ Dachau), Werkzeugmacher[193]
- Paul Schabe (gest. 30. Juli 1933) Kommunist, bei einem Transport von Hammerstein nach Sonnenburg „auf der Flucht erschossen“[178]
- Friedrich Schaffner (gest. 16. November 1933 im KZ Dachau)[193]
- Louis Schloss (gest. 16. Mai 1933 im KZ Dachau), Jude, Kaufmann, im Bunker von Dachau ermordet[226]
- Siegfried Schmitz (gest. September 1933)[193]
- Franz Schneider (* 1894; gest. 22. April 1933 in der Haftanstalt Kleve), Kommunist, in der Strafanstalt Kleve von SA-Leuten erschlagen und offiziell als Suizid deklariert.
- Schoch (* um 1903; Ende Oktober 1933 in Mannheim), Kommunist aus Mannheim. Schoch wurde lange Wochen ohne jeden Grund in Haft gehalten. Schoch tötete sich, nachdem er lange Wochen ohne jeden Grund in Haft gehalten wurde, selbst in der Haft durch Erhängen.[227]
- Karl Schulz (geb. 7. Juni 1884; gest. 30. Juni 1933 Staatskrankenhaus der Polizei, Berlin), Schmied, KPD-Funktionär und ehemaliger Abgeordneter des Preußischen Landtages, am 28. Februar 1933 verhaftet, im Gefängnis Moabit schwer misshandelt, am 16. Juni 1933 ins Staatskrankenhaus der Polizei verlegt und dort an den Folgen seiner Misshandlungen verstorben.
- Walter Schulz (geb. 31. Mai 1883; gest. 16. März 1933 in Wittstock), Kommunist, Stadtverordneter, Referent und Beisitzer im Arbeitsgericht, am 16. März 1933 ins Amtsgerichtsgefängnis Wittstock verschleppt und dort kurz nach seiner Einlieferung getötet[228]
- Max Sens (geb. 27. November 1902; gest. 28. Juni 1933 im KZ Oranienburg), Maschinenschlosser aus Zerbst, Kommunist, von Wachen zu Tode geprügelt[198][229]
- Fritz Solmitz (geb. 22. Oktober 1893; gest. 19. September 1933 im KZ Hamburg-Fuhlsbüttel), sozialdemokratischer Journalist und Politiker (Mitglied der Hamburger Bürgerschaft), Jude, in seiner Zelle im KZ Fuhlsbüttel nach schweren Misshandlungen erhängt aufgefunden (unsicher ob Suizid oder Tötung durch Wärter)[198]
- Franz Stenzer (geb. 9. Juni 1900; gest. 22. August 1933 in Dachau), Kommunist und Reichstagsabgeordneter, von dem SS-Mann Dürnagel im KZ Dachau erschossen
- Karl Stetter (gest. Oktober 1933 KZ Heuberg), Reichsbannerführer aus dem Rheingau, starb aufgrund fehlender medizinischer Betreuung an einer Lungenentzündung[230]
- Martin Stiebel (geb. 1899; gest. 9. April 1934 im KZ Dachau), Jude, Kommunist, im Bunker des KZs Dachau von SS-Wächtern aufgehängt[231]
- Alfred Strauß (geb. 30. August 1902; gest. 24. Mai 1933 im KZ Dachau), Rechtsanwalt, von einem SS-Wächter im KZ Dachau erschossen
- Johann Templin, genannt Jan Templin, (geb. 1897; gest. 17. September 1933 im KZ Hamburg-Fuhlsbüttel), Kommunist, Teilhaber und Geschäftsführer der Stauerei „Einheit“ in Hamburg. Wegen Geldsammlungen zugunsten von Kommunisten am 14. September 1933 bei einem Treffen mit dem Oberberater Matthias Thesen und dem Bezirks-AM-Leiter Karl Rattai verhaftet. Starb am 17. September im KZ Fuhlsbüttel, offiziell durch Suizid, Zeugenbekundungen zufolge wurde er aber von SA-Leuten totgeschlagen und dann aufgehängt, um einen Suizid vorzutäuschen.[198][232][233]
- Rudolf Timm (* 1901 bei Kaltenkirchen; † 23/24. Januar 1934 im Polizeigefängnis Neumünster), kommunistischer Funktionär, von SS-Angehörigen im Polizeigefängnis Neumünster in seiner Zelle durch Erhängen getötet (als Suizid getarnt)
- Erich Tornseifer (geb 20. Juni 1908 in Berlin; gest. 26. November 1933 in Berlin) Maschinenbauer (Maschinenschlosser), Kommunist, politischer Leiter der KPD in Berlin-Moabit, ins KZ Columbia-Haus verschleppt, dort mit Rohrstock und Reitpeitsche misshandelt, am 24. November 1933 ins Staatskrankenhaus der Polizei eingeliefert, an seinen Verletzungen gestorben.[234]
- John Wilhelm Ernst Trettin (geb. 1892; gest. 6. November 1933 im KZ Hamburg-Fuhlsbüttel), aus Hamburg (?), Kommunist, erschlagen[198]
- Hellmut Türk (geb. 21. Oktober 1908 in Lübbenau; gest. 22. April 1933 im KZ Hohnstein), Kommunist,
- Karl Umland (geb. 1898; gest. 17. Mai 1934 im KZ Hamburg-Fuhlsbüttel), Kommunist[198]
- Richard Ungermann (geb. 9. Juli 1908; gest. 16. Mai 1933 im KZ Meissnershof), Stahlarbeiter (Ofenarbeiter im Stahlwerk Hennigsdorf) aus Velten, Kommunist, am 14. Mai 1933 verhaftet, nach Meissnershof gebracht und dort zwei Tage später erschossen. Seine Leiche wurde in einen Sack eingenäht und bei Hennigsdorf in der Havel versenkt[178]
- Karl Vesper (geb. 17. Mai 1883; gest. 27. November 1933 im KZ Columbia-Haus), Monteur, Kommunist, schwer kriegsversehrt, Vorsitzender des KPD-nahen Internationalen Bundes der Kriegsopfer in Berlin-Lichtenberg, am 8. November 1933 von SA-Angehörigen verhaftet, in das KZ Columbia-Haus verschleppt und dort von SS-Angehörigen getötet[235]
- Ewald Vogt (geb. 21. August 1905 in Berlin; gest. 21. August 1933 im KZ Columbia-Haus), Maschinenschlosser, ehemaliger Betriebsrat beim Walzwerk Hennigsdorf, KPD-Mitglied, am 20. August 1933 in das KZ Columbia-Haus gebracht, dort von Angehörigen der Wachmannschaft getötet, offiziell wurde „Herzmuskelerschlaffung“ als Todesursache angegeben[236]
- Ernst Walter (geb. 18. Juli 1893 in Dedelow bei Prenzlau; gest. 13. Mai 1933 im KZ Meissnershof), Arbeiter aus Döberitz, parteilos, zum Holztragen geschickt und „auf der Flucht erschossen“[178]
- Wilhelm Wieden (geb. 21. November 1911 in Schloß Burg an der Wupper bei Wermelskirchen; gest. 19. Oktober 1933 beim KZ Neusustrum), auf dem Transport von Kemma kurz vor Neusustrum auf der Flucht erschossen[178]
- Wilhelm (gest. 19. Mai 1933 im KZ Dachau), Reichsbannerfunktionär, an den Folgen von Misshandlung verstorben[198]
- Kurt Willkomm (geb. 28. August 1905 in Hirschberg/Riesengebirge; gest. 16. November 1933 in Hannover), Junglehrer und Bankangestellter, kommunistischer Funktionär, Mitglied der KPD-Bezirksleitung in Hannover, am 5. November 1933 verhaftet und kurz darauf in Gestapo-Haft an den Folgen der in der Haft erlittenen Misshandlungen ums Leben gekommen[237]
- Emil Winkler (geb. 17. Mai 1882 in Peilau; gest. 17. September 1933), sozialdemokratischer Polizeihauptmeister, an den Folgen der im Columbia-Haus und im KZ Oranienburg erlittenen Verletzungen verstorben
- Friedrich Wüllenweber (geb. 1904; gest. 15. Dezember 1933 im KZ Hamburg-Fuhlsbüttel), Kommunist[198]

### Opfer von Justizmorden
- Josef Büchler (gest. 5. August 1933 in Butzbach), Steinhauer, wegen eines Zusammenstoßes von SA-Mitgliedern und Anhängern der Eisernen Front am 25. Februar 1933 in Lindenfels wegen Landfriedensbruchs und Totschlags zum Tode verurteilt und am 5. August 1933 in Butzbach hingerichtet[238]
- Josef Engel (geb. 1905; gest. 30. November 1933 in Köln), Fensterputzer, Kommunist, Mitglied des Rotfrontkämpferbundes, am 22. Juli 1933 wegen der angeblichen Beteiligung an der am 24. Februar 1933 erfolgten Ermordung der SA-Leute Winand Winterberg und Walter Spangenberg vom Kölner Schwurgericht zum Tode verurteilt und im Gefängnis Klingelpütz mit dem Handbeil hingerichtet
- Johannes Fick (geb. 1903; gest. 8. März 1934 im Hof des Burgklosters Lübeck), Kutscher, Reichsbannermitglied, war an einer Auseinandersetzung am 31. Juli 1932 (Reichstagswahl) beteiligt, bei der der SA-Mann Willi Meinen zu Tode kam, nachdem Fick und Karl Kaehding ihn verfolgten und mehrfach auf ihn einstachen, am 30. Juli 1933 verhaftet, am 16. September 1933 wegen gemeinschaftlichen Mordes vom Gericht Lübeck zum Tode verurteilt, im März 1934 mit dem Fallbeil hingerichtet[239]
- Kurt Gerber (geb. 1909/1910; gest. 28. November 1933 in Breslau), Maler, Reichsbannermitglied, vom Breslauer Sondergericht in einem ungewöhnlichen Fall von Schnelljustiz am 31. Oktober zum Tode verurteilt, nachdem er am 25. Oktober 1933 den SA-Mann Doktor mit einem Messer tödlich verwundet hatte, dann ohne Berufungsmöglichkeit im November enthauptet
- Hermann Hamacher (geb. 1911; gest. 30. November 1933 in Köln), Arbeiter, Kommunist, wegen der angeblichen Beteiligung an der Ermordung von SA-Leuten im Gefängnis Klingelpütz mit dem Handbeil hingerichtet
- Heinrich Horsch (geb. 1908; gest. 30. November 1933 in Köln), Arbeiter, Kommunist, am 22. Juli 1933 wegen der angeblichen Beteiligung an der am 24. Februar 1933 erfolgten Ermordung der SA-Leute Winand Winterberg und Walter Spangenberg vom Kölner Schwurgericht zum Tode verurteilt und im Gefängnis Klingelpütz mit dem Handbeil hingerichtet
- Richard Hüttig (geb. 18. März 1908; gest. 14. Juni 1934 in Berlin-Plötzensee). antifaschistischer Widerstandskämpfer, mit einem Handbeil unter freiem Himmel enthauptet
- Peter Huppertz (gest. 27. März 1934 in Düsseldorf), Arbeiter, wegen der angeblichen Beteiligung an der Ermordung des SS-Scharführers Kurt Hilmer im Jahr 1932 in der Strafanstalt Ulmer Höh mit dem Handbeil hingerichtet
- Gustav Lange (gest. 20. März 1934 in Königsberg), wegen der angeblichen Ermordung eines SA-Mannes vom Schwurgericht Königsberg zum Tode verurteilt und hingerichtet[240]
- August Lütgens (geb. 16. Dezember 1897 in Lübeck; gest. 1. August 1933 in Altona), Kommunist, durch Enthaupten hingerichtet
- Marinus van der Lubbe (gest. Januar 1934 in Leipzig), beschuldigt als Reichstagsbrandstifter, in Leipzig durch Enthaupten hingerichtet
- Otto Lukat (geb. 28. April 1904 in Jodringkehnen; gest. 27. März 1934 in Düsseldorf), Maurer, Kommunist, wegen der angeblichen Beteiligung an der Ermordung des SS-Scharführers Kurt Hilmer im Jahr 1932 in der Strafanstalt Ulmer Höh mit dem Handbeil hingerichtet
- Walter Möller (geb. 28. Januar 1905; gest. 1. August 1933 in Altona), Kommunist, durch Enthaupten hingerichtet
- Matthias Josef Moritz (geb. 1913; gest. 27. März 1934 in Düsseldorf), Arbeiter, Kommunist, wegen der angeblichen Beteiligung an der Ermordung des SA-Scharführers Hilmer im Jahr 1932 in der Strafanstalt Ulmer Höh mit dem Handbeil hingerichtet
- Emil Schmidt (geb. 1884; gest. 27. März 1934 in Düsseldorf), Arbeiter, Kommunist, Stadtverordneter in Düsseldorf, wegen der angeblichen Beteiligung an der Ermordung des SS-Scharführers Kurt Hilmer im Jahr 1932 in der Strafanstalt Ulmer Höh mit dem Handbeil hingerichtet
- Walter Siedelmann (gest. 20. März 1934 in Königsberg), wegen der angeblichen Ermordung eines SA-Mannes vom Schwurgericht Königsberg zum Tode verurteilt und hingerichtet[240]
- Bruno Tesch (geb. 22. April 1913 in Kiel; gest. 1. August 1933 in Altona), Kommunist, durch Enthaupten hingerichtet
- Otto Wäser (geb. 1912; gest. 30. November 1933 in Köln), Arbeiter, Kommunist, wegen der angeblichen Beteiligung an der Ermordung von SA-Leuten im Gefängnis Klingelpütz mit dem Handbeil hingerichtet
- Bernhard Willms (geb. 1908; gest. 30. November 1933 in Köln), Arbeiter, Kommunist, wegen der angeblichen Beteiligung an der Ermordung von SA-Leuten im Gefängnis Klingelpütz mit dem Handbeil hingerichtet
- Karl Wolff (geb. 17. September 1911; gest. 1. August 1933 in Altona), Kommunist, durch Enthaupten hingerichtet

## Personen, die nach ihrer Verschleppung in Konzentrationslager verschollen sind
- Paul Edmund von Hahn, 1933 ins KZ Dachau verschleppt, seit 1934 verschollen
- Albert Rosenfelder, 1933 ins KZ Dachau verschleppt, seit 1934 verschollen

## Personen, die sich aufgrund der politischen Verhältnisse das Leben nahmen
- Erich Baron (* 20. Juli 1881 in Berlin; gest. 26. April 1933 ebenda) Jurist, Journalist, kommunistischer Funktionär. Baron war seit 1921 Inlandsredakteur im Pressebüro der KPD und seit 1924 Generalsekretär der Gesellschaft der Freunde des neuen Russlands, Herausgeber der Zeitschrift Das neue Russland sowie jüdischer Abkunft. Baron wurde in der Nacht vom 27. zum 28. Februar 1933 verhaftet. Er wurde am 26. April 1933 erhängt in seiner Zelle im Gefängnis in der Lehrter Straße gefunden
- Walter Beyer (gest. 13. April 1933 in Krefeld), Beigeordneter in Krefeld, widersetzte sich dem Rücktritt, wurde daraufhin schikaniert und nahm sich infolgedessen das Leben[241]
- Otto Fath (geb. 1883; gest. 11. August 1933 in Köln), Treuhänder, Angeklagter im Kölner Goerreshausprozess. Tötete sich in der Nacht vom 10. zum 11. August 1932 in seiner Zelle im Gerichtsgefängnis durch Erhängen.[242]
- Fischer (gest. April 1933) Gewerkschaftssekretär. Nahm sich in der Schutzhaft durch Erhängen in seiner Zelle das Leben.[243]
- Heinrich Förding (* um 1902; 1933 in Recklinghausen), kommunistischer Funktionär aus Coesfeld. Er wurde wegend des Verdachtes der Vorbereitung zum Hochverrat verhaftet. Am ... sprang er nach offiziellen Angaben aus einem Fenster im 2. Stock des Polizeipräsidiums in Recklinghausen auf den Hof und war sofort tot.[244] Die Emitgrantenpresse argwöhnte, dass es sich bei Fördings Todessprung um einen getarnten Mord handelte. Sie wies in diesem Zusammenhang darauf, dass kurz vor Förding bereits der Reichstagsabgeordnete Albert Funkt „sein Leben auf dem Betonpflaster im Hofe des Präsidiumgebäudes“ ausgehaucht habe, nachdem er sich (nach „bestialischer Misshandlung“) angeblich durch ein Fenster des Vernehmungszimmers gestürzt habe. Die Methode des Sprungs aus dem zweiten oder dritten Stockwerk sei, so vermuteten die Emigranten bei dem Präsidium Recklinhausener Polizeipräsidium besonders „beliebt“, um unliebsame Gegner zu beseitigen und dies zu kaschieren.[245]
- Alexis Hallervorden (* 16. Oktober 1891 in Berlin; gest. 2. April 1933 in Berlin), Jurist. Hallervorden nahm sich aus der Verzweiflung das Leben, nachdem er aufgrund seiner nach nationalsozialistischen Maßstäben jüdischen Abstammung aus dem Justizdienst entlassen wurde.[246]
- Hermann Jacobsohn (geb. 30. August 1879 in Lüneburg; gest. 25. April 1933 in Marburg), Professor für vergleichende Sprachwissenschaft in Marburg. Jacobsohn wurde als Jude aufgrund des Berufsbeamtengesetzes im April 1933 aus dem Staatsdienst ausgeschlossen. Kurz darauf nahm er sich das Leben, indem er sich vor einen Zug warf.
- Albert Jung (gest. 27. Februar 1934 in Pirmasens), Fabrikarbeiter. Jung wurde im Januar 1934 unter dem Verdacht, mit nach dem Saargebiet geflüchteten Kommunisten Verbindung aufrechterhalten zu haben, festgenommen worden. Jung erhängte sich in seiner Zelle mit einem Leintuch am Bettpfosten.[247]
- Karl Kaehding (geb. 1906; gest. 18. September 1933 in Lübeck), Reichsbanner-Mitglied, war an einer Auseinandersetzung am 31. Juli 1932 (Reichstagswahl) beteiligt, bei der der SA-Mann Willi Meinen zu Tode kam, nachdem Kaehding und Willi Fick ihn verfolgten und mehrfach auf ihn einstachen, am 30. Juli 1933 verhaftet, am 16. September 1933 wegen gemeinschaftlichen Mordes vom Gericht Lübeck zum Tode verurteilt, nahm sich angeblich kurz nach der Urteilsverkündung im Untersuchungsgefängnis Lübeck das Leben.[248]
- Max Müller (gest. 13. Juni 1933) Hauptkassierer des Deutschen Hutarbeiter-Verbandes. Müller wurde im Zusammenhang mit der Gleichschaltung entlassen und nahm sich daraufhin in seiner Wohnung in einem Anfall von Schwermut durch Erhängen  der Türklinke das Leben.[249]
- Nelly Neppach, geb. Bamberger (geb. 16. September 1898 in Frankfurt am Main; gest. 7. Mai 1933 in Berlin), Tennisspielerin, Jüdin, aufgrund ihrer Abstammung vom Turnierbetrieb in ihrem Sport ausgeschlossen, vergiftete sich in der Nacht vom 7. zum 8. Mai 1933 in ihrer Berliner Wohnung mit Veronal, da sie den Verlust ihres Lebensmittelpunkts nicht ertragen konnte.
- Paul Nikolaus, bürgerlich Paul Nikolaus Steiner, (geb. 30. März 1894 in Mannheim; gest. 31. März 1933 in Zürich) Bühnenautor, Kabarettist und Conférencier, floh ins Exil in der Schweiz, nahm sich dort das Leben.
- Ernst Oberfohren (geb. 15. März 1881 in Dümpten; gest. 7. Mai 1933 in Kiel), DNVP-Reichstagsabgeordneter, in seiner Kieler Wohnung erschossen aufgefunden, angeblich durch Suizid gestorben, z. T. wird angenommen, er sei zur Selbsttötung gezwungen worden.
- Friedrich Odenkirchen (auch Fritz Odenkirchen) (geb. 9. Juni 1888 in Elberfeld; gest. April 1933 in Düsseldorf), Stadtrat und Beigeordneter in Düsseldorf, unter Korruptionsvorwürfen in Schutzhaft genommen, misshandelt, in einem Raum des Düsseldorfer Rathauses erhängt aufgefunden; unsicher ob Suizid oder von der SA getötet.[250]
- Alfons Pressburger (geb. 1911; gest. 9. April 1933 in Grafing), Viehhändler. Anfang der 1930er Jahre lebte Pressburger als Viehhändler in München, seit August 1932 wohnte er in Grafing. Hier tötete er sich am 9. April 1933 mit der Schusswaffe, um der Verhaftung durch die Gendarmerie zu entgehen. Er wurde auf dem Neuen Israelitischen Friedhof begraben[251]
- Hermann Riedel (gest. 17. Mai 1933 in Gelsenkirchen), Arbeiter, Spartakistenführer im Jahr 1918/1919, organisierte die Arbeiteraufständ in den Städten des Vestes, selbsternannter Oberbürgermeister von Gladbeck im Jahr 1919, tötete sich an der Gladbecker Grenze in Horst durch Selbsterhängen.[252]
- Otto Ruer (* 5. Januar 1879 in Münster; † 29. Juli 1933 in Berlin) war von 1925 bis 1933 Oberbürgermeister der Stadt Bochum. Schon früh, Ende der 1920er-Jahre, wurde er, auch wegen seiner jüdischen Herkunft, zur Zielscheibe nationalsozialistischer Angriffe. Er wurde am 11. März 1933 aus dem Amt gedrängt. Ruer wurde verhaftet und ins Bochumer Amtsgefängnis verbracht. Nachdem er am 11. Mai aus der Haft entlassen worden war kämpfte er erfolglos für seine Rehabilitierung. In seiner Verzweiflung nahm er zwei Monate später Gift und starb am 29. Juli 1933.[253]
- Max Rupf (gest. April 1933), Führer des Reichsbanners in Neukirchen. Rupf begab sich, als er von einer umfassenden Suchaktion der Polizei und SA zur Sicherstellung von Waffen des  Reichsbanners erfuhr, in den Wald von Neukirchen und verübte durch Schläfenschuss Suizid.[254]
- Spangenberg (gest. 5. [?] Mai 1933 in Prenzlau), Kommunist, wegen des Verdachtes eines Sprengstoffanschlages verhaftet, nahm sich angeblich in seiner Zelle im Amtsgerichtsgefängnis Prenzlau das Leben durch Erhängen.[255]
- Heinrich Zieger (geb. 24. Februar 1900 in Eisenbach; gest. 28. Dezember 1933 in Eisenach), Arbeiter, Kommunist, Organisationsleiter der KPD im Unterbezirk Eisenach, Mitglied des Eisenacher Stadtrates (stellvertretender Fraktionsvorsitzender), am 26. Oktober 1933 erneut verhaftet, misshandelt, tötete sich im Eisenacher Bezirksgefängnis

## Nationalsozialisten, die von politischen Gegnern getötet wurden
- Paul Berck (gest. 12. Februar 1933 in Eisleben), SA-Mann, nach einem Demonstrationszug der SA und SS, der in einen Überfall auf eine KPD-Buchhandlung und -Turnhalle mündete, beim Eindringen der SA in das Gebäude durch Brust- und Kopfschuss getötet.[256]
- Walter Strauß (geb. 1906; † 8. April 1933 in Breslau), Schlosser, angeblich Nationalsozialist. Nachdem es in der Nacht vom 7. zum 8. April 1933 in einem Lokal in Breslau zu Meinungsverschiedenheiten zwischen Nationalsozialisten und ihren Gegnern kam, verließen einige Personen das Lokal. Als sich auf der Straße eine Schlägerei und Schießerei entwickelte, wurde Strauß von mehreren Kugeln getroffen und tödlich verletzt.[257]
- Vogel (gest. 5. Mai 1933 in Wuppertal), SA-Mann, am 5. Mai 1933 in Wuppertal-Wülfrath von unbekannten Tätern niedergeschossen und seinen Verletzungen erlegen.[258]
- Friedrich Ziegler (geb. 1899), Arbeiter, angeblich Nationalsozialist. Nachdem es in der Nacht vom 7. zum 8. April 1933 in einem Lokal in Breslau zu Meinungsverschiedenheiten zwischen Nationalsozialisten und ihren Gegnern kam verließen einige Personen das Lokal. Als sich auf der Straße eine Schlägerei und Schießerei entwickelte, wurde Ziegler tödlich verletzt.[259]

## Dokumentation
Die Leichen zahlreicher Personen, die während des nationalsozialistischen Terrors der Jahre 1933/1934 in Berlin und dem Umland von Berlin gewaltsam zu Tode kamen, wurden in das Leichenschauhaus in der Hannover'schen Straße eingeliefert. Die Daten dieser Toten wurden im sogenannten „Hauptbuch“ des Leichenschauhauses, das die in das Leichenschauhaus eingelieferten Toten verzeichnete, registriert. Historiker wie Kurt Schilde haben auf dieser Grundlage die Personalien und Todesort und -daten einer Reihe von Opfern des Terrors dieser Jahre, die sonst gar nicht oder nur in verzerrter Weise überliefert sind, rekonstruiert. Heute werden die Hauptbücher im Universitätsarchiv der Humboldt-Universität zu Berlin verwahrt.
Verzeichnet sind hier zum Beispiel im Hauptbuch für 1933: Gustav Segebrecht (Lfd. Nr. 380), Hermine Bix (Lfd. Nr. 411), Siegbert Kindermann (Lfd. Nr. 480), Alexis Hallervorden (Ldf. Nr. 554), Schyze Anfang (Lfd. Nr. 1620).